# Noli me tangere

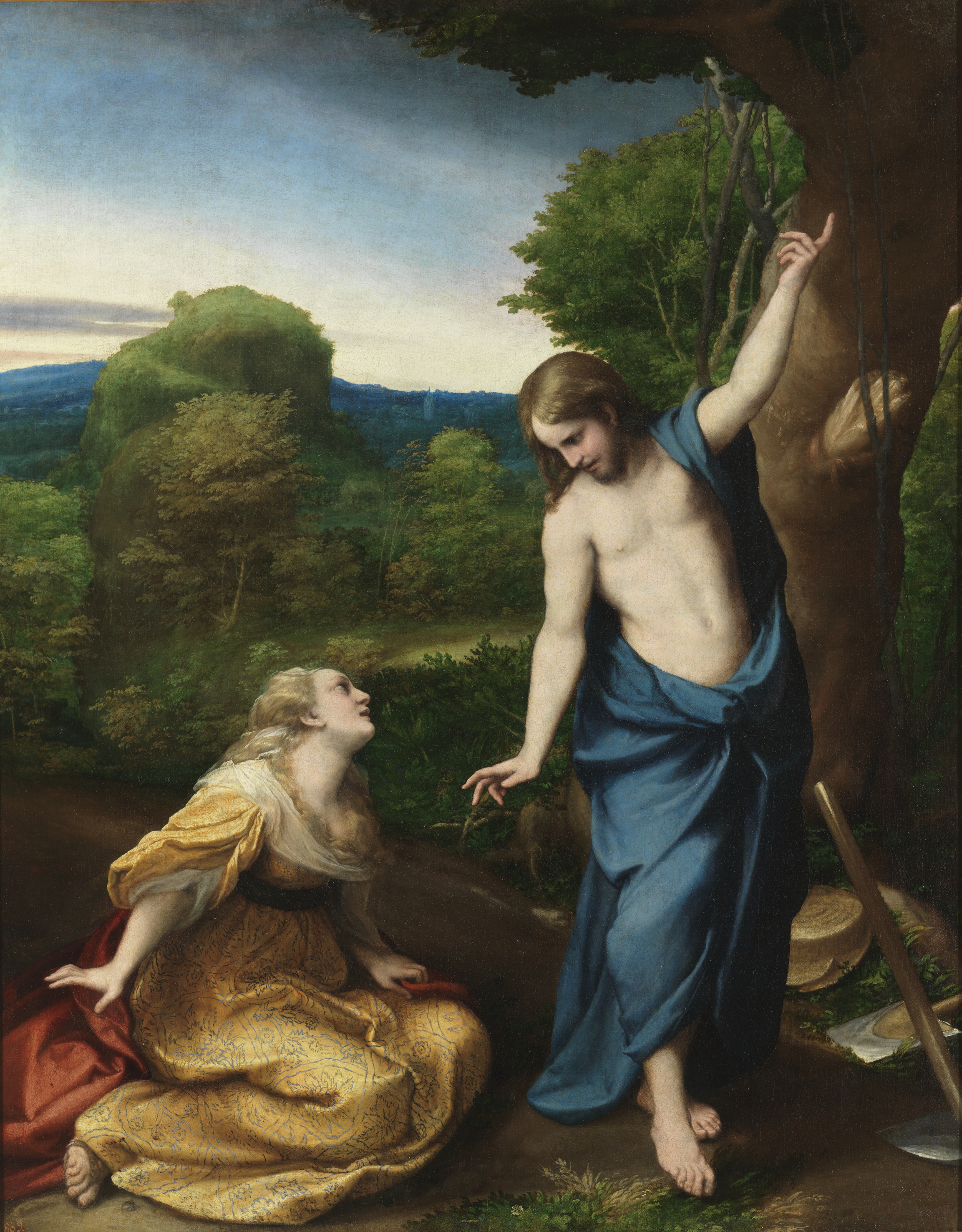
Noli me tangere (Correggio), 1518, Museo del Prado, Madrid.

Noli me tangere, en latín, son las palabras de Jn 20:17 en la Vulgata, traducidas tradicionalmente al español como «no me toques», que Jesucristo dirige a María Magdalena después de su resurrección. En el griego original la expresión es μὴ μoυ ἅπτoυ (mè mu haptu), que sugiere una acción que continúa en el tiempo, por lo que también se traduce al español actual como «suéltame», «no me agarres» o «no me retengas»:

Dicit ei Jesus: Noli me tangere, nondum enim ascendi ad Patrem meum: vade autem ad fratres meos, et dic eis: Ascendo ad Patrem meum, et Patrem vestrum, Deum meum, et Deum vestrum.
Jesús le dice: «No me retengas, que todavía no he subido al Padre. Pero, anda, ve a mis hermanos y diles: “Subo al Padre mío y Padre vuestro, al Dios mío y Dios vuestro”».
Jn 20:17, en la Vulgata y en la versión actual de la Biblia aprobada por la Conferencia Episcopal Española.

En el canto gregoriano se usa como motivo de un tropo.
En la iglesia ortodoxa el episodio se celebra litúrgicamente con uno de los doce maitines de la vigilia nocturna.

## Interpretación
Según Maurice Zundel (1897-1975), al pedir a María Magdalena que no le toque, Jesús indica que, una vez realizada la resurrección, el vínculo entre los seres humanos y su persona ya no debe ser físico, sino que debe ser un vínculo de corazón a corazón. "Él debe establecer esta brecha, ella debe comprender que el único camino posible es la fe, que las manos no pueden alcanzar a la persona y que es desde dentro, sólo desde dentro, desde donde podemos acercarnos a Él. " Asimismo, más tarde, cuando Tomás se acercó para tocar las llagas de Jesús, Cristo declara: "bienaventurados los que no han visto y sin embargo han creído" [Juan 20:29] porque "Él sabe que es inútil."
Los cristianos de tradición católica occidental, es decir, católicos romanos, luteranos y anglicanos, dirían que esta afirmación hay que recibirla en relación con la Ascensión de Jesús. Es decir, porque todavía no había ascendido a la diestra de Dios, era más una afirmación de "todavía no" que de "nunca". Jesús se encarnó por el bien de la humanidad y se dice explícitamente que conservó su cuerpo humano. Cuando Jesús ascendió a la diestra del Padre, "llena todas las cosas" (por ejemplo, Ef. 1:23), y puede aferrarse propiamente a los medios de gracia que proporciona, como en la Eucaristía.

## Uso litúrgico

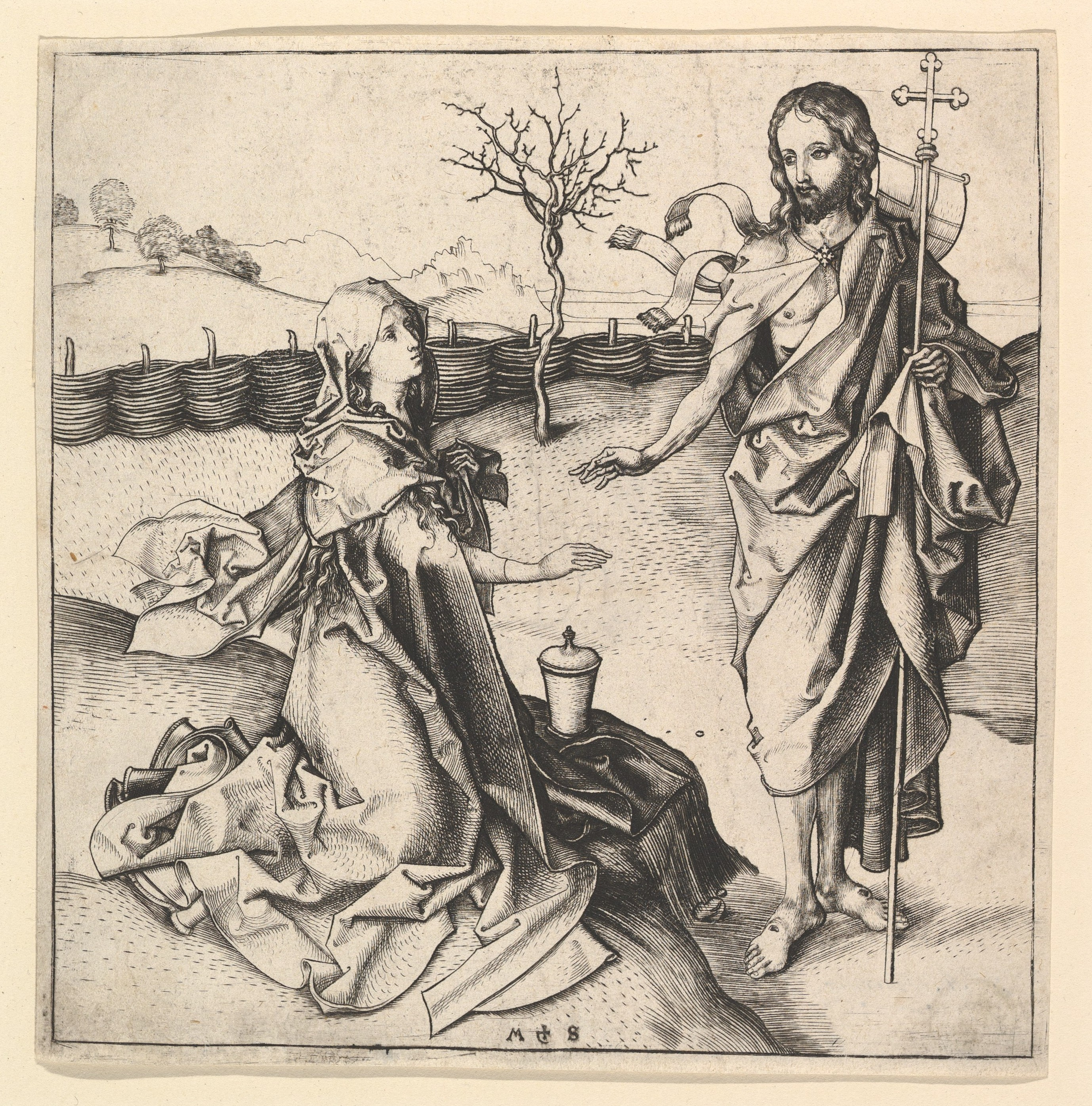
Grabado de Martin Schongauer, siglo XV

Las palabras son un tropo popular en el canto gregoriano.  El supuesto momento en que fueron pronunciadas fue un tema popular para pinturas en ciclos de la Vida de Cristo y como temas individuales, para los que la frase es el título habitual.
En la Iglesia ortodoxa, la lección evangélica sobre Noli me tangere es uno de los Doce Evangelios de Maitines que se leen durante la Vigilia de toda la noche los domingos por la mañana.

## Otros usos

### En medicina
En medicina, las palabras se utilizaban ocasionalmente para describir una enfermedad conocida por los médicos medievales como "cáncer oculto" o cáncer absconditus; cuanto más se manipulaban las hinchazones asociadas a estos cánceres, más empeoraban.

### Botánica
La touch-me-not balsam se conoce con el nombre binominal Impatiens noli-tangere; sus vainas de semillas pueden explotar al tocarlas, dispersando ampliamente las semillas.Hibiscus noli-tangere' tiene agujas afiladas parecidas al cristal que se desprenden de sus hojas al tocarlas.

### En la cultura y la literatura
Al igual que otras escenas significativas de los Evangelios, esta expresión se utilizó repetidamente en la cultura cristiana, concretamente en la literatura.  Siguiendo al poeta del siglo XIV Petrarca, el poeta del siglo XVI Sir Thomas Wyatt, en su poema lírico "Whoso list to hunt", dice que el hablante está cazando una cierva, que representa al amante esquivo. La cierva lleva un collar inscrito: "Está escrito, alrededor de su hermoso cuello: / Noli me tangere, porque del César soy". Plinio el Viejo tenía un relato sobre ciervos de "César", que vivían 300 años y llevaban collares con esa inscripción.  En otra fuente, Solino (fl. siglo III d. C.) escribió que después de que Alejandro Magno pusiera collares a los ciervos, éstos sobrevivían 100 años. No mencionó ninguna inscripción en los collares.
D. H. Lawrence se refiere a la frase en varias ocasiones, sobre todo en su poema "Noli Me Tangere" en el que satiriza el cerebralismo.
El poeta y héroe nacional filipino José Rizal utilizó esta frase como título de su novela, Noli Me Tángere (1887), criticando la Colonización española de Filipinas. Escribe que los oftalmólogos utilizan esta frase para referirse a un cáncer de párpados. Simbolizaba la ceguera del pueblo ante el gobierno gobernante, al que Rizal consideraba un cáncer social que la gente tenía demasiado miedo de tocar.
La versión de trece horas de la película experimental Out 1' (1971) se subtitula a veces Noli Me Tangere, como referencia irónica a que es la versión sin cortes preferida por el director Jacques Rivette (en contraposición a la versión editada, Out 1: Spectre, de cuatro horas de duración)..

### En la historia y el ejército de los Estados Unidos

Reverso de la bandera de Alabama

La bandera de Gadsden

Primera Goma naval

Históricamente, la frase fue utilizada por Era Revolucionaria Americana en referencia a la bandera de Gadsden-con su derivación "don't tread on me"-y otras representaciones que datan de la Guerra de Independencia de los Estados Unidos. 
En el ejército de los Estados Unidos, la frase es el lema del regimiento de infantería más antiguo del ejército estadounidense, el 3.er Regimiento de Infantería (Estados Unidos), situado en Fort Myer, Virginia. El símbolo de la serpiente puede encontrarse en el escudo de armas del 369º Regimiento de Infantería, conocido como los Harlem Hellfighters. "Don't tread on me" también se utiliza en la First Navy Jack de la Armada de los Estados Unidos. También es el lema del 4º Regimiento de Infantería de Estados Unidos, ubicado en Hohenfels, Alemania. La Royal Air Force adoptó este lema para el No. 103 (Bomber) Squadron.

## Reliquias
En la catedral de Saint-Maximin-la-Sainte-Baume, en el sur de Francia, se conserva un trozo de carne de la frente cubierto de piel, anteriormente adherido al supuesto cráneo de María Magadalena. Se supone que la reliquia procede del lugar sobre la sien de María tocado por Jesús en el encuentro posterior a la resurrección en el huerto.

## Iconografía
Es un tema frecuente en el arte cristiano desde la Antigüedad tardía hasta la actualidad; e incluso sus convenciones formales se han utilizado en arte profano, como hizo Pablo Picasso en La Vie.
La figura de Cristo se representa muy a menudo con atuendo o instrumentos de trabajo propios de un jardinero u hortelano, tal como sugiere la escena evangélica ("Ella, pensando que era el hortelano, le dijo" -versículo 15-). En otras ocasiones se representa parcialmente cubierto con el lienzo del sudario, permitiendo a los artistas la ejecución de un desnudo parcial. La postura de Magdalena suele ser arrodillada, extendiendo un brazo con intención de tocar a Cristo, que la esquiva, lo que da la oportunidad a los artistas de realizar composiciones más o menos dinámicas, muy habitualmente con una marcada línea diagonal.

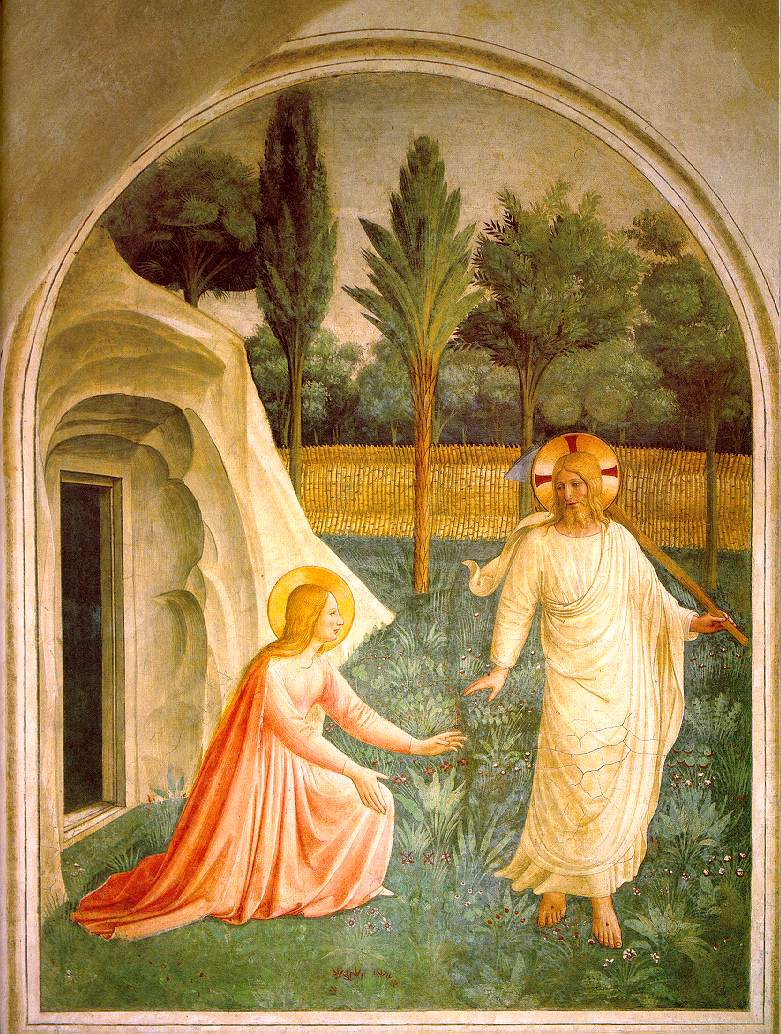
Noli me tangere fresco by Fra Angelico
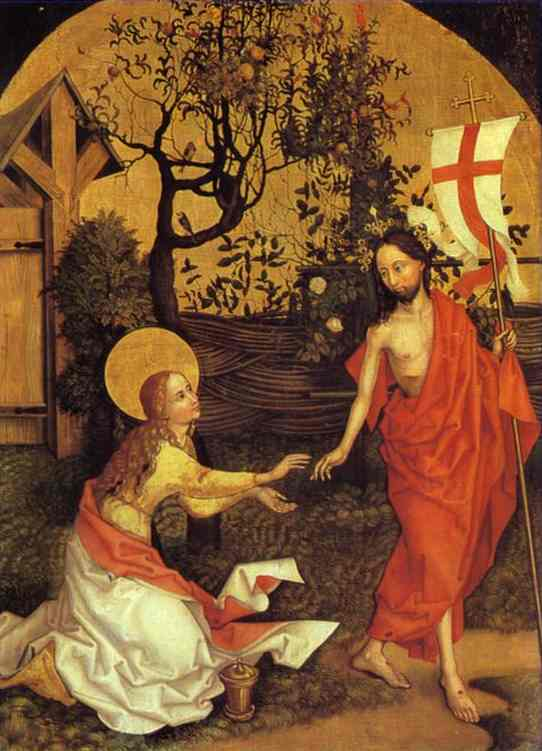
Noli me tangere by Martin Schongauer
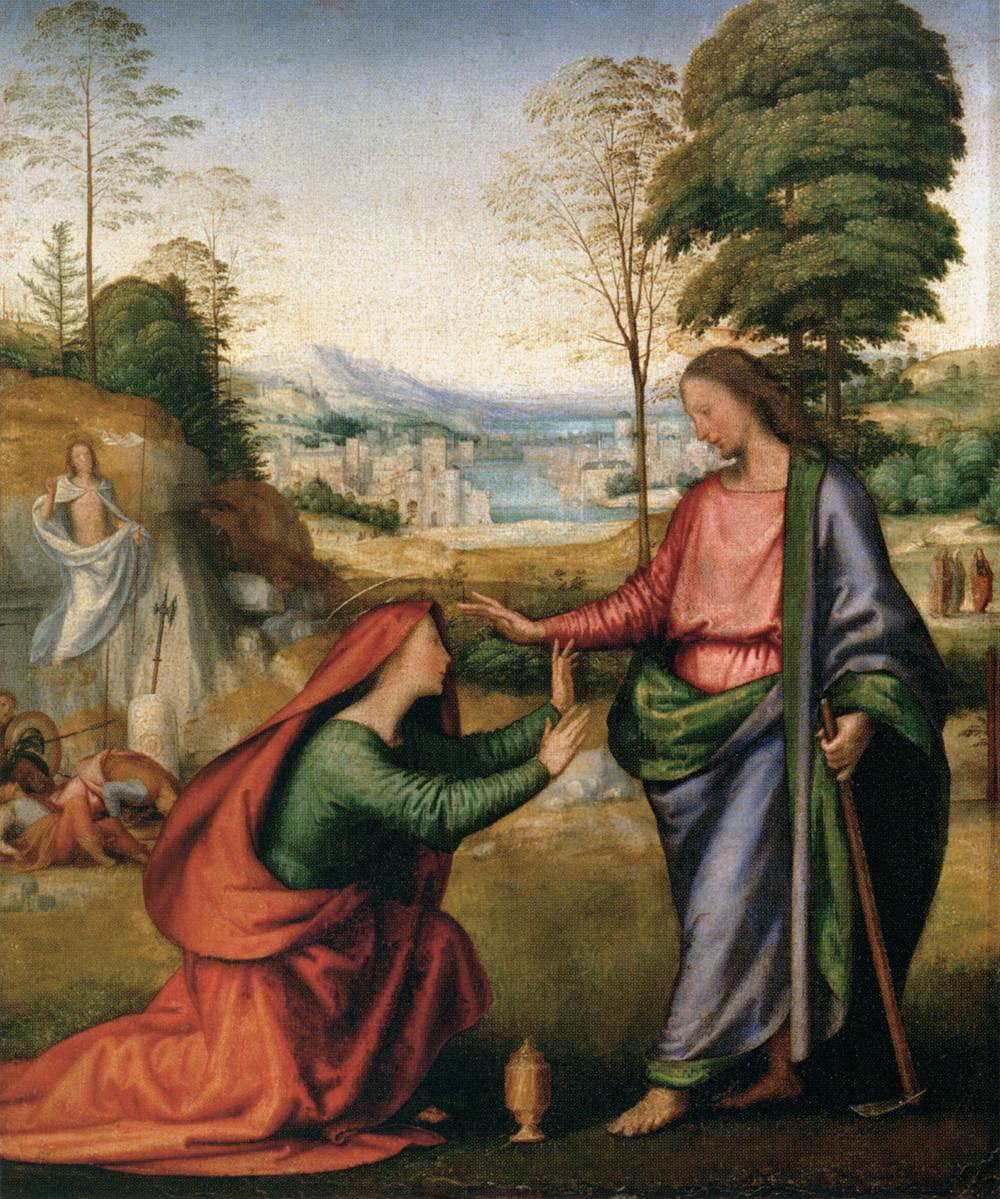
Noli Me Tangere, by Fra Bartolomeo c. 1506
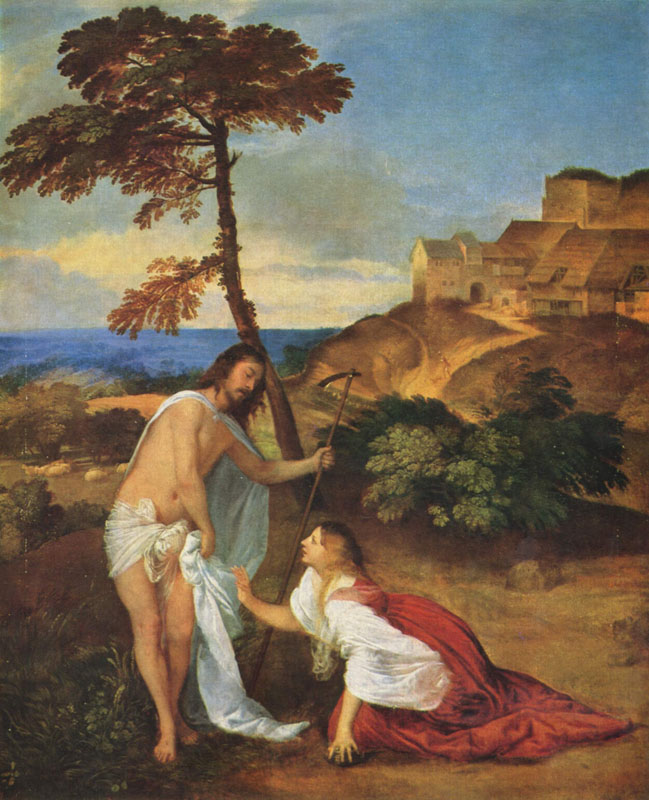
Noli me tangere by Titian c. 1511–1515
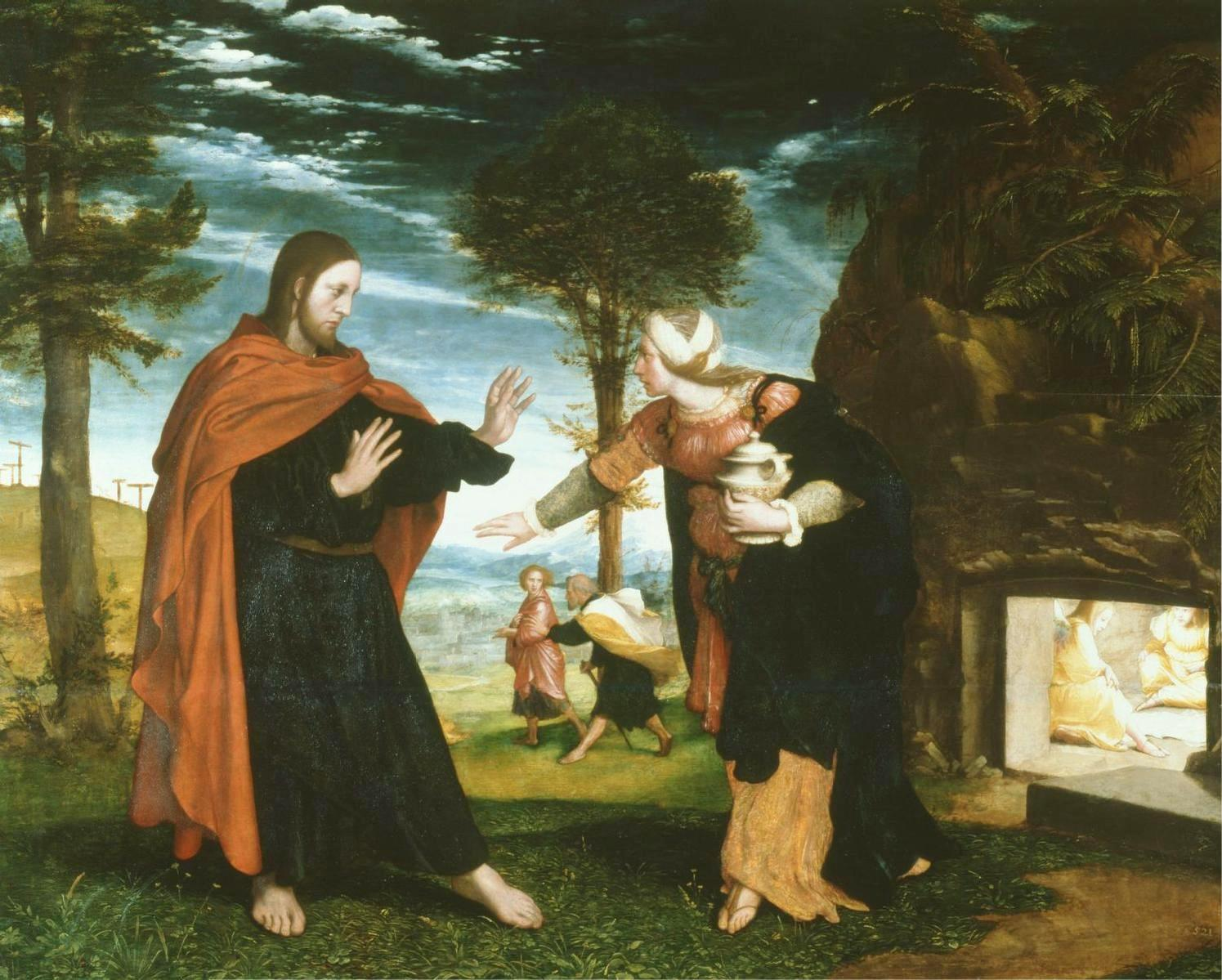
Noli me Tangere by Hans Holbein the Younger, 1524
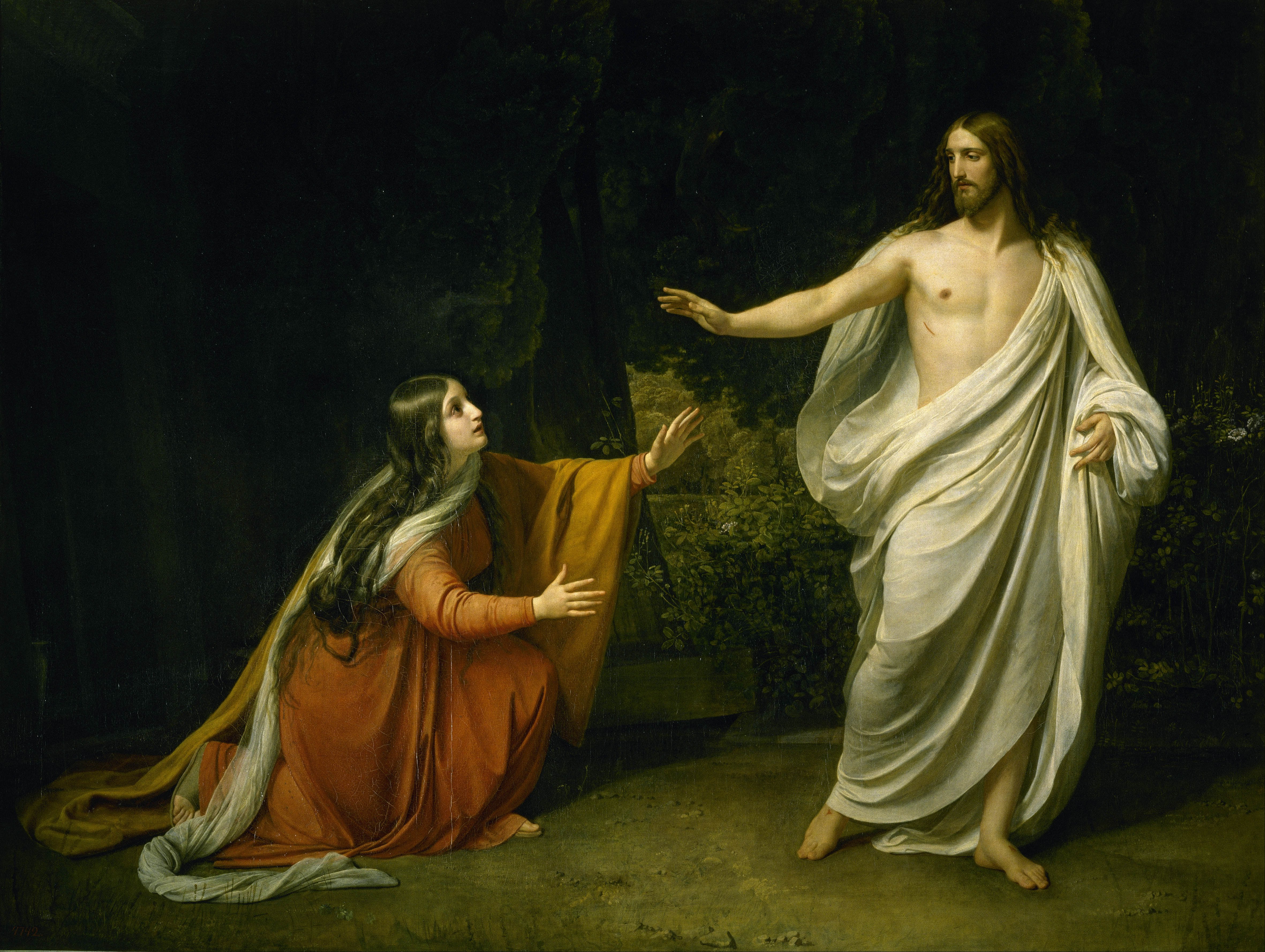
Appearance of Jesus to Mary Magdalene after resurrection, Alexander Ivanov, 1835
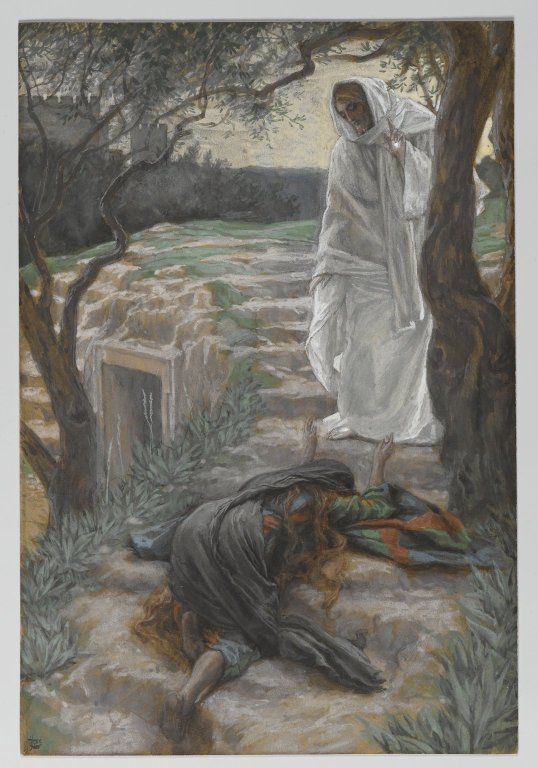
Touch Me Not (Noli me tangere) by James Tissot
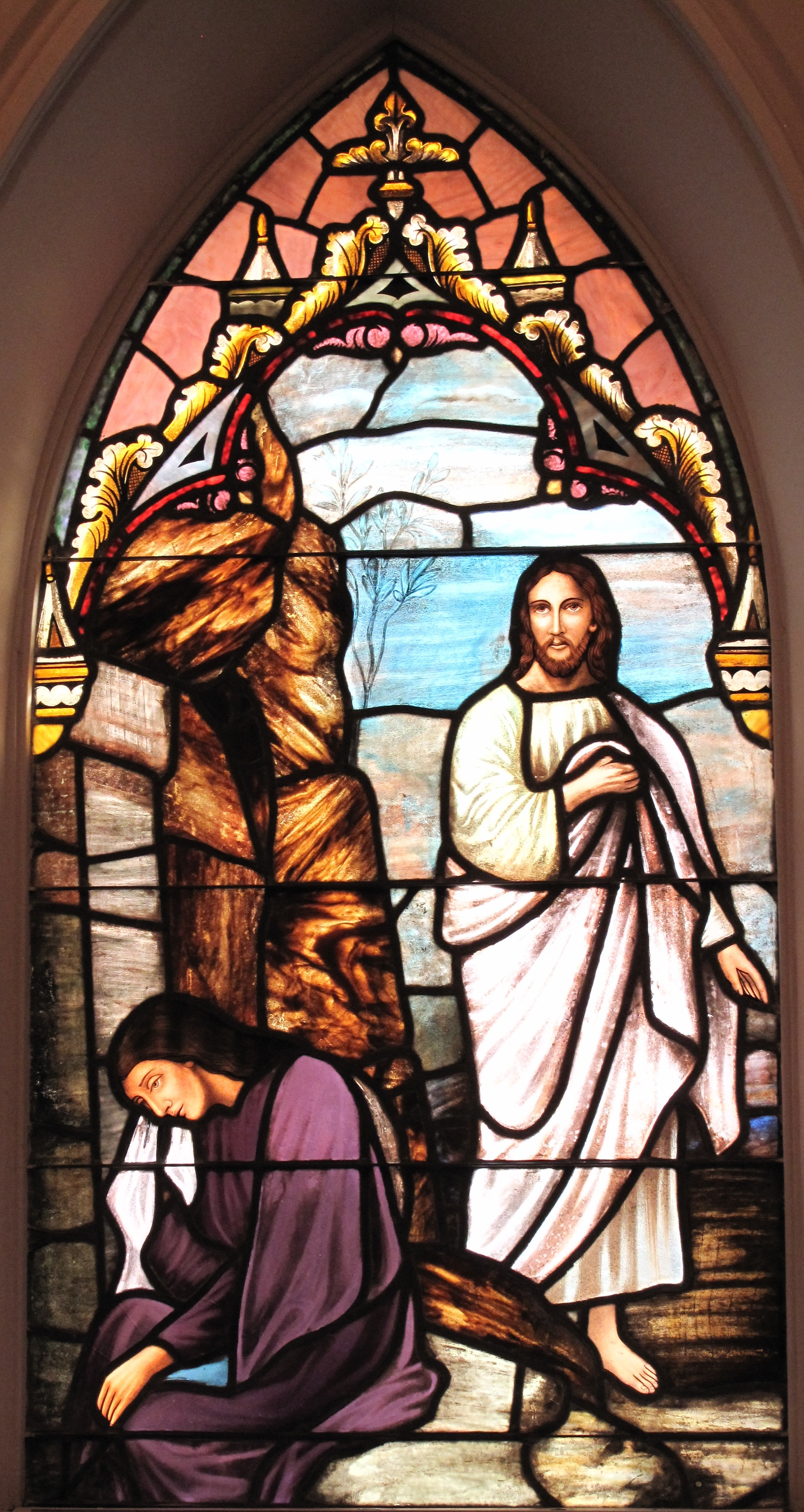
Mary of Magdala at the empty tomb, window at St. Matthew's Lutheran Church. Attributed to the Quaker City Glass Company of Philadelphia, 1912
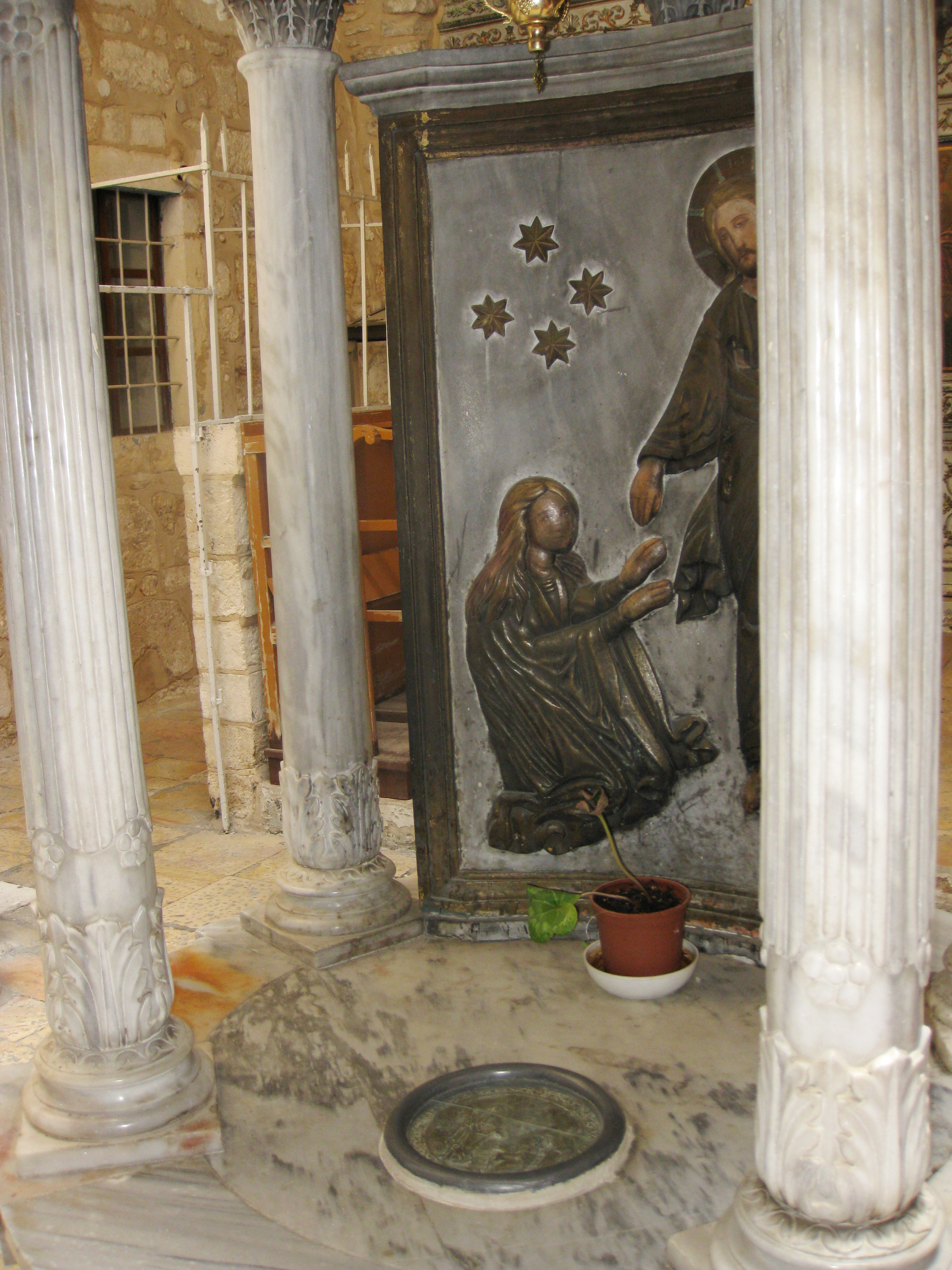
According to Christian tradition, the Noli me tangere took place in what is now the Chapel of John the Baptist adjacent to the Church of the Holy Sepulchre, Jerusalem
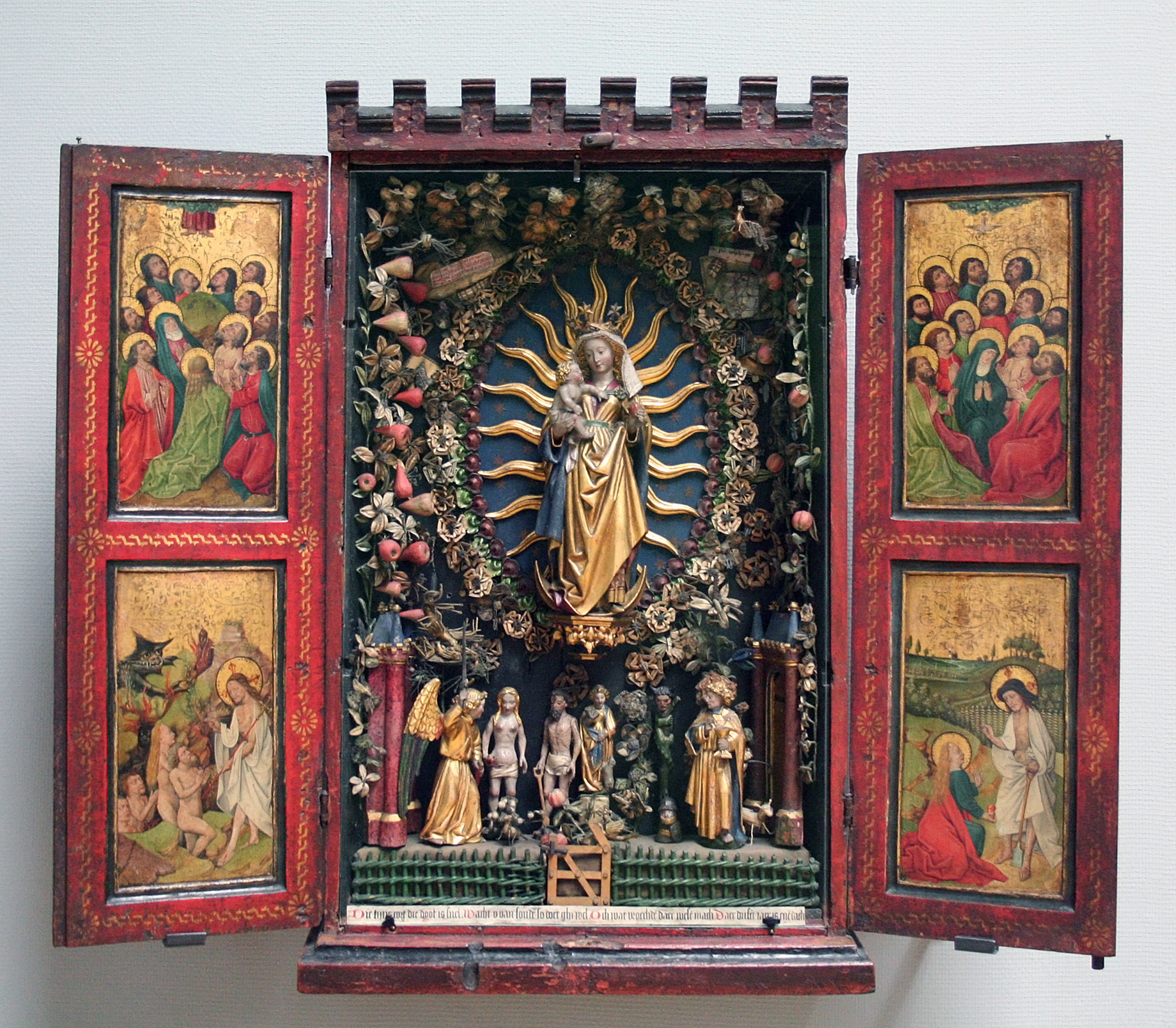
Hortus Conclusus triptych, Royal Museum of Fine Arts Antwerp

Arte de la Edad Media

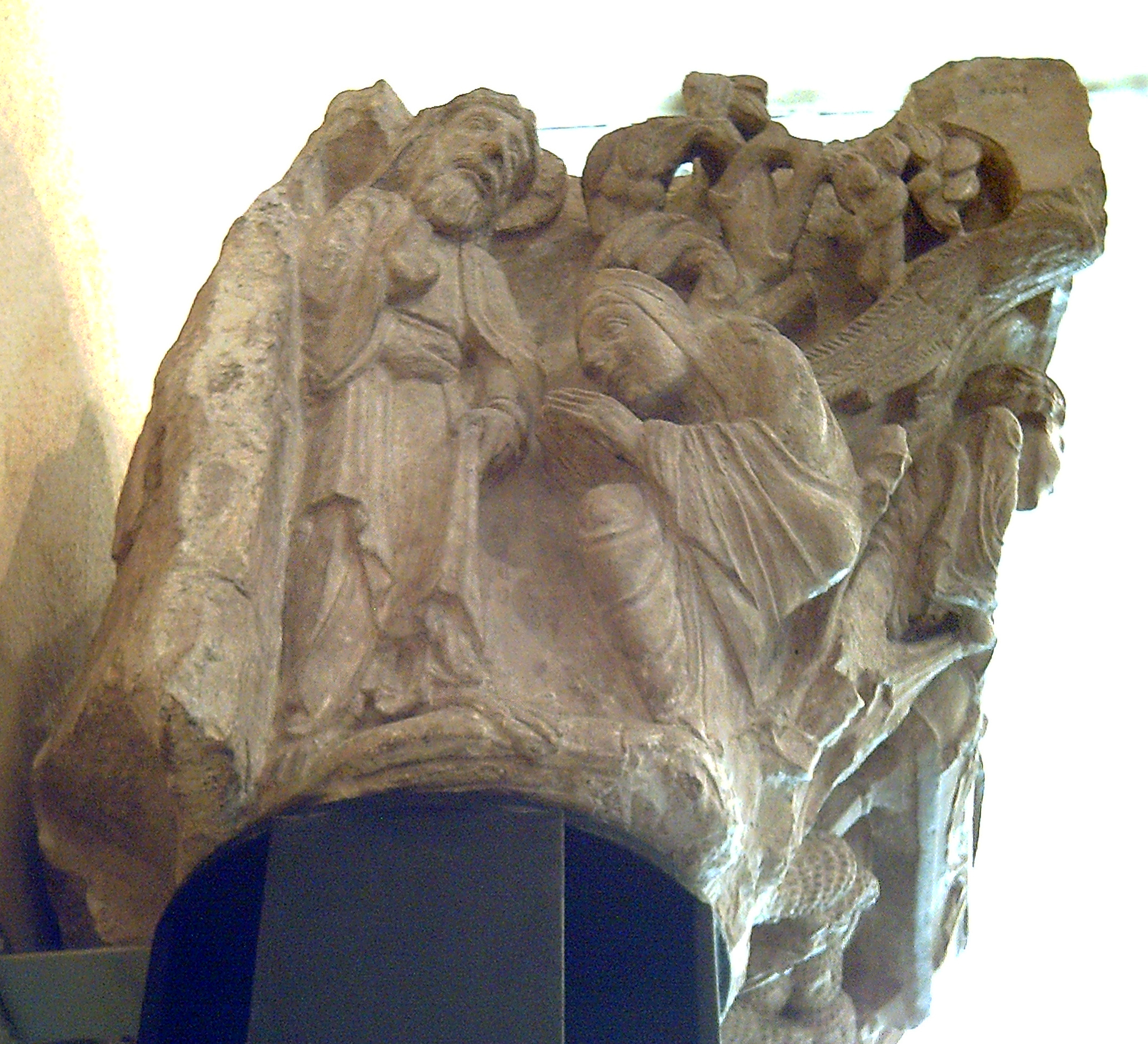
Capitel románico del Monasterio de Santa María la Real (Aguilar de Campoo), siglo XII.
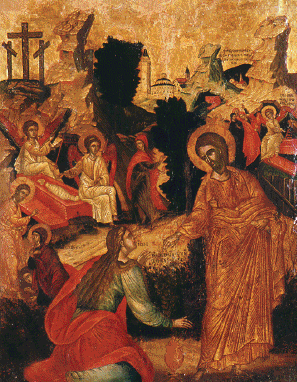
Icono bizantino.
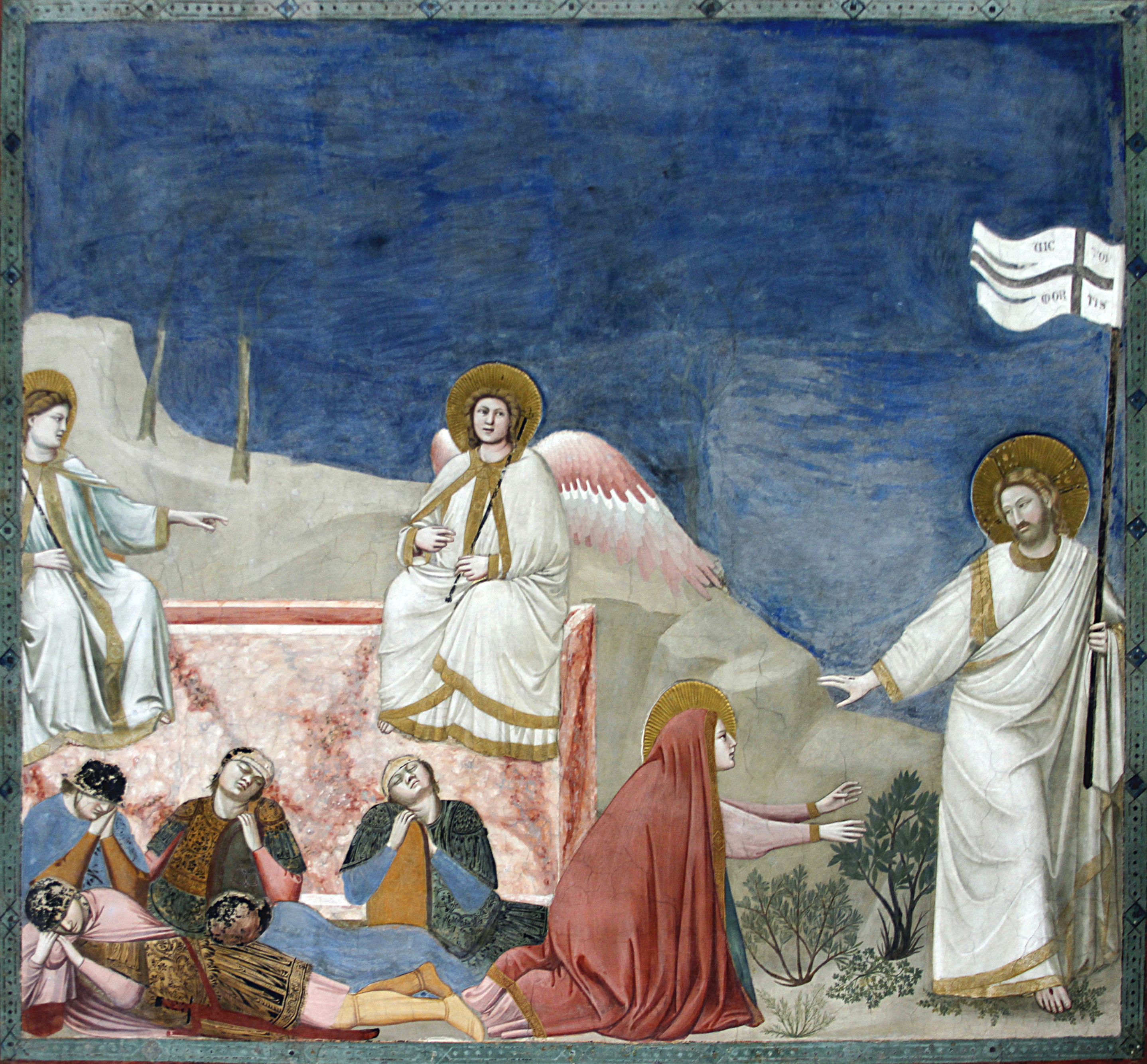
Detalle de la Cappella degli Scrovegni, de Giotto, 1305.
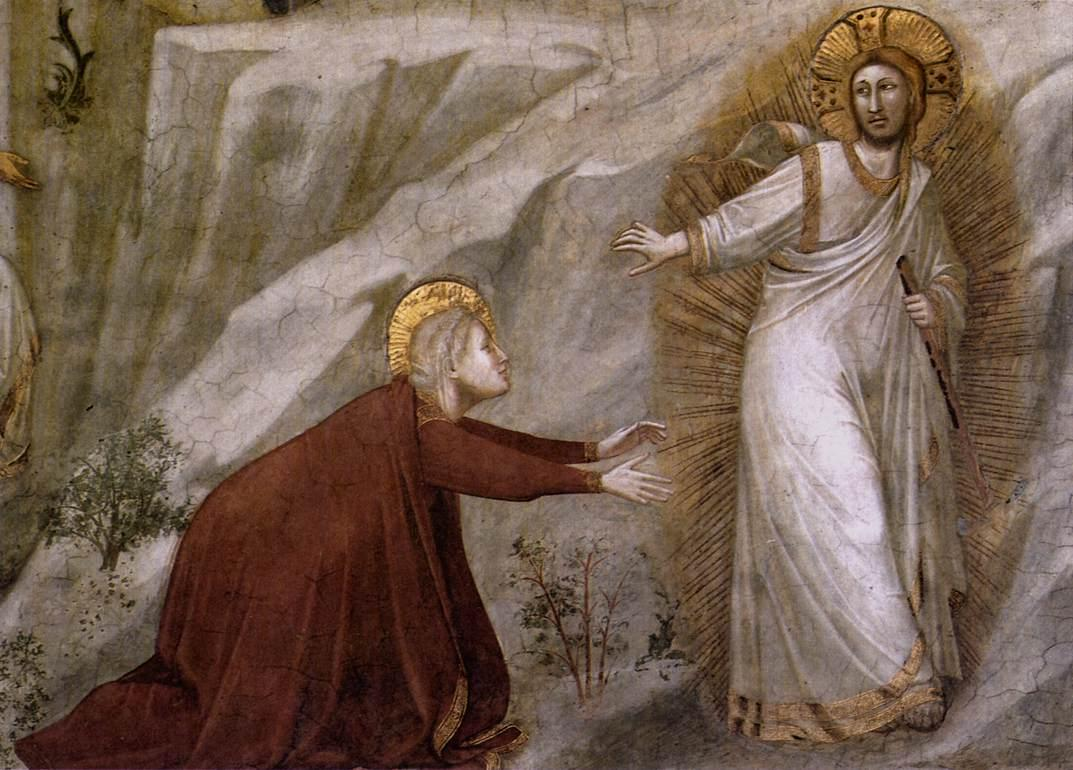
Detalle de la capilla de María Magdalena en la basílica inferior de Asís, de Giotto, 1296-1329.
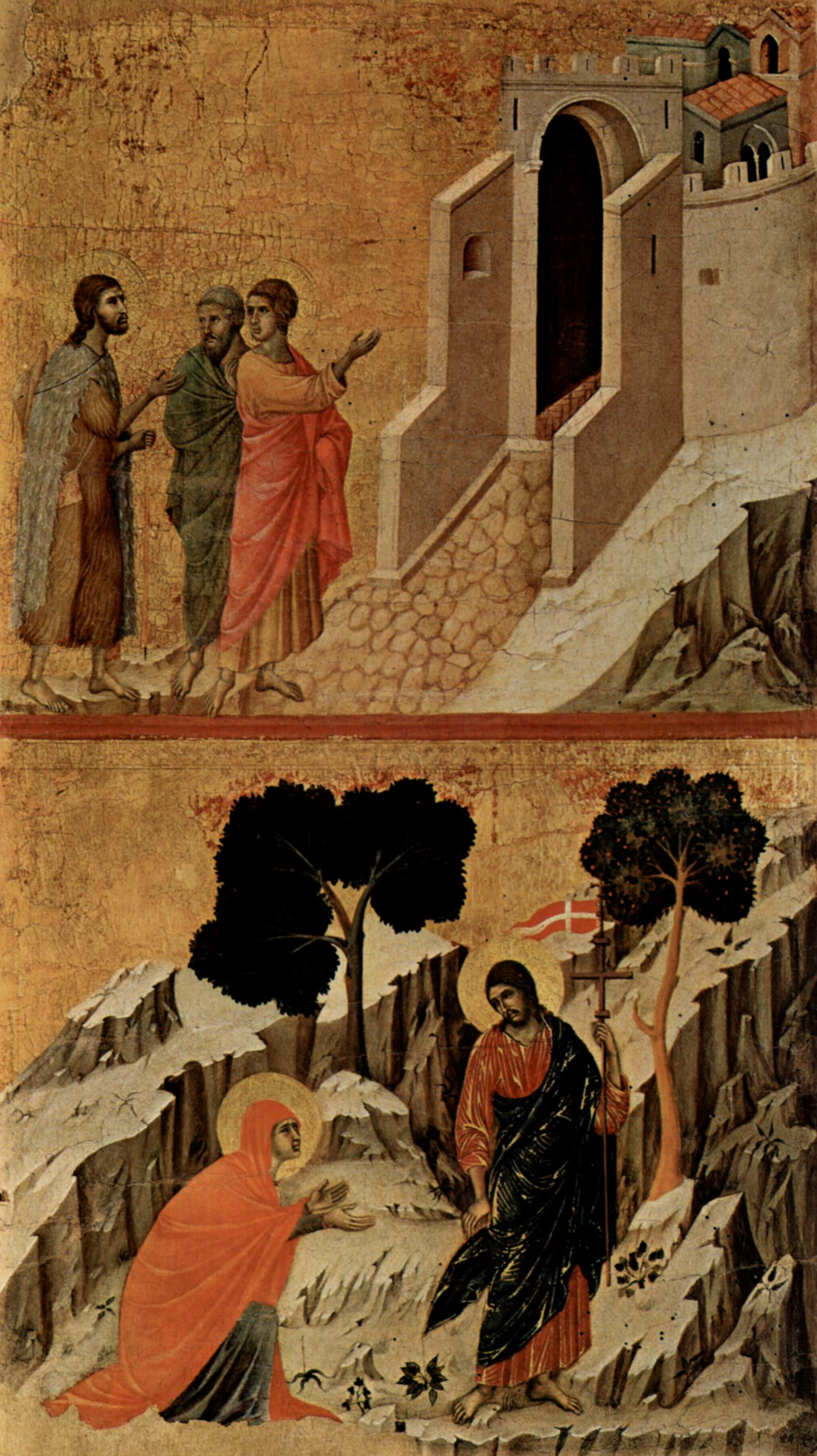
Detalle del retablo de la Catedral de Siena, de Duccio, 1308.

Renacimiento

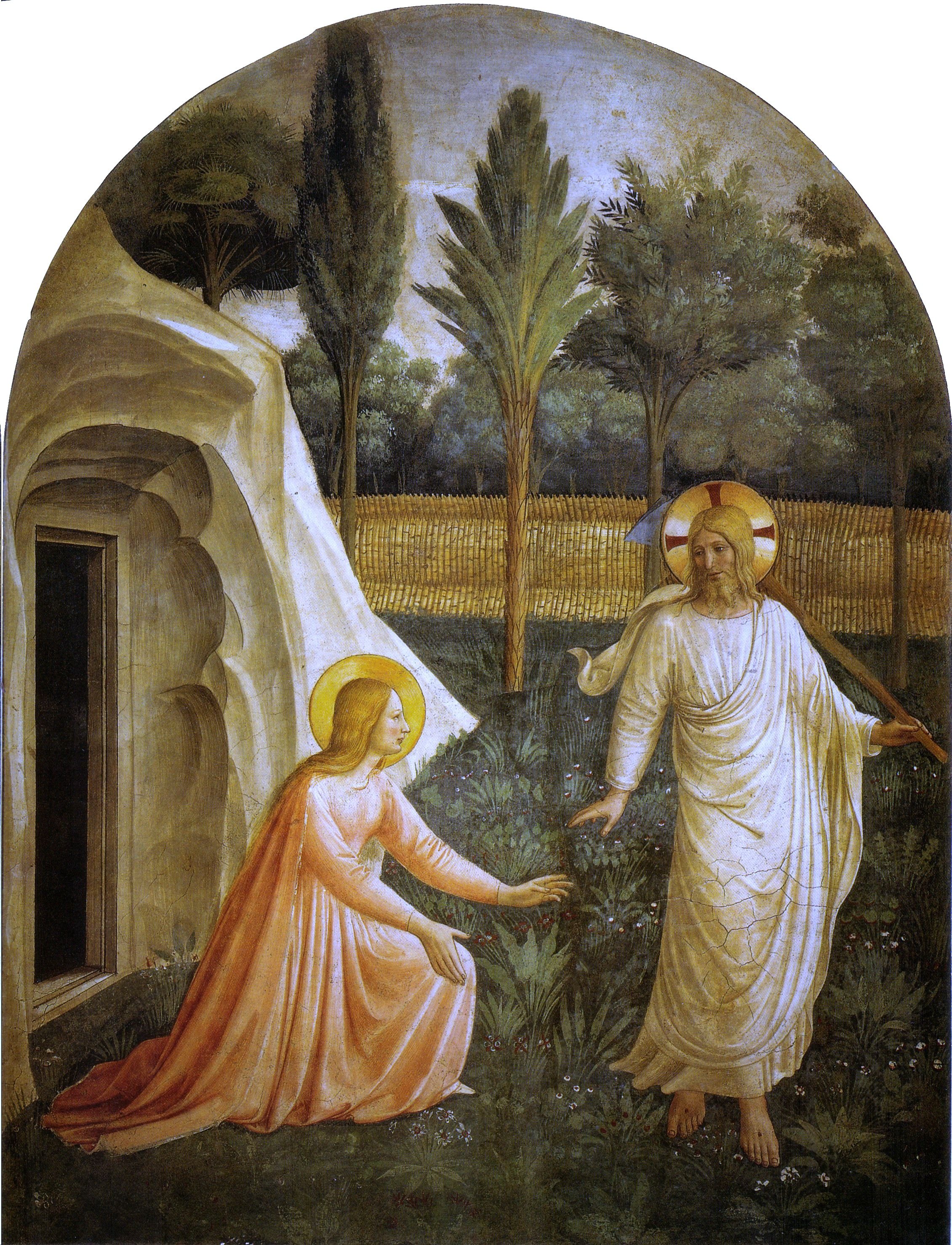
Noli me tangere, Fra Angelico, 1440-1441, Museo Nacional de San Marcos, Florencia.
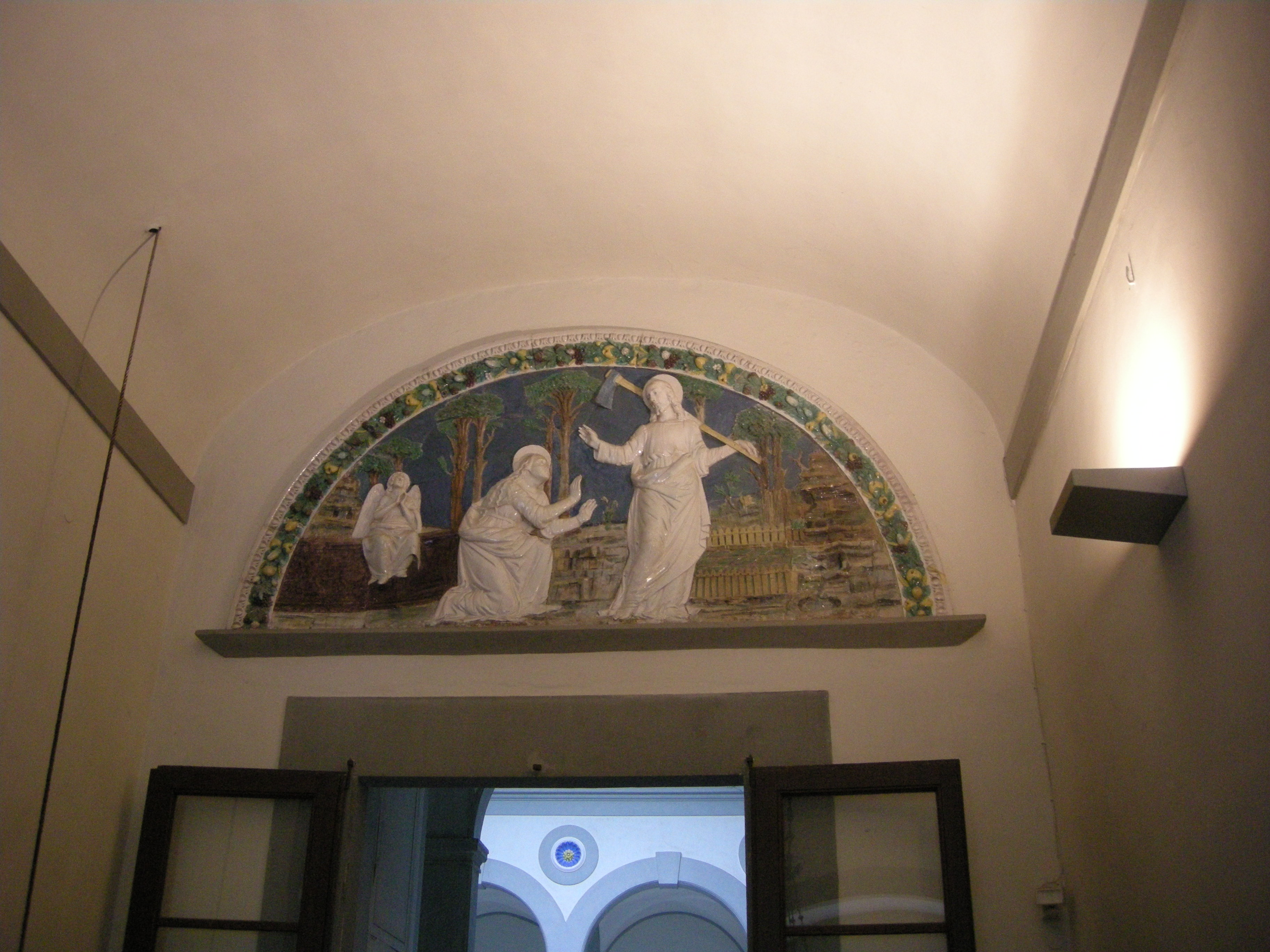
Terracota de Mattia della Robbia.
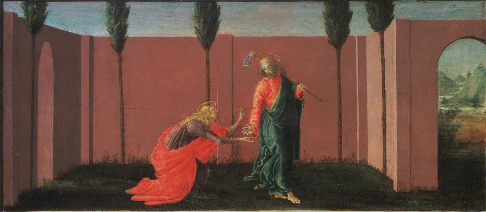
Noli me tangere, Botticelli, 1491-1493, Museo de Arte de Filadelfia.
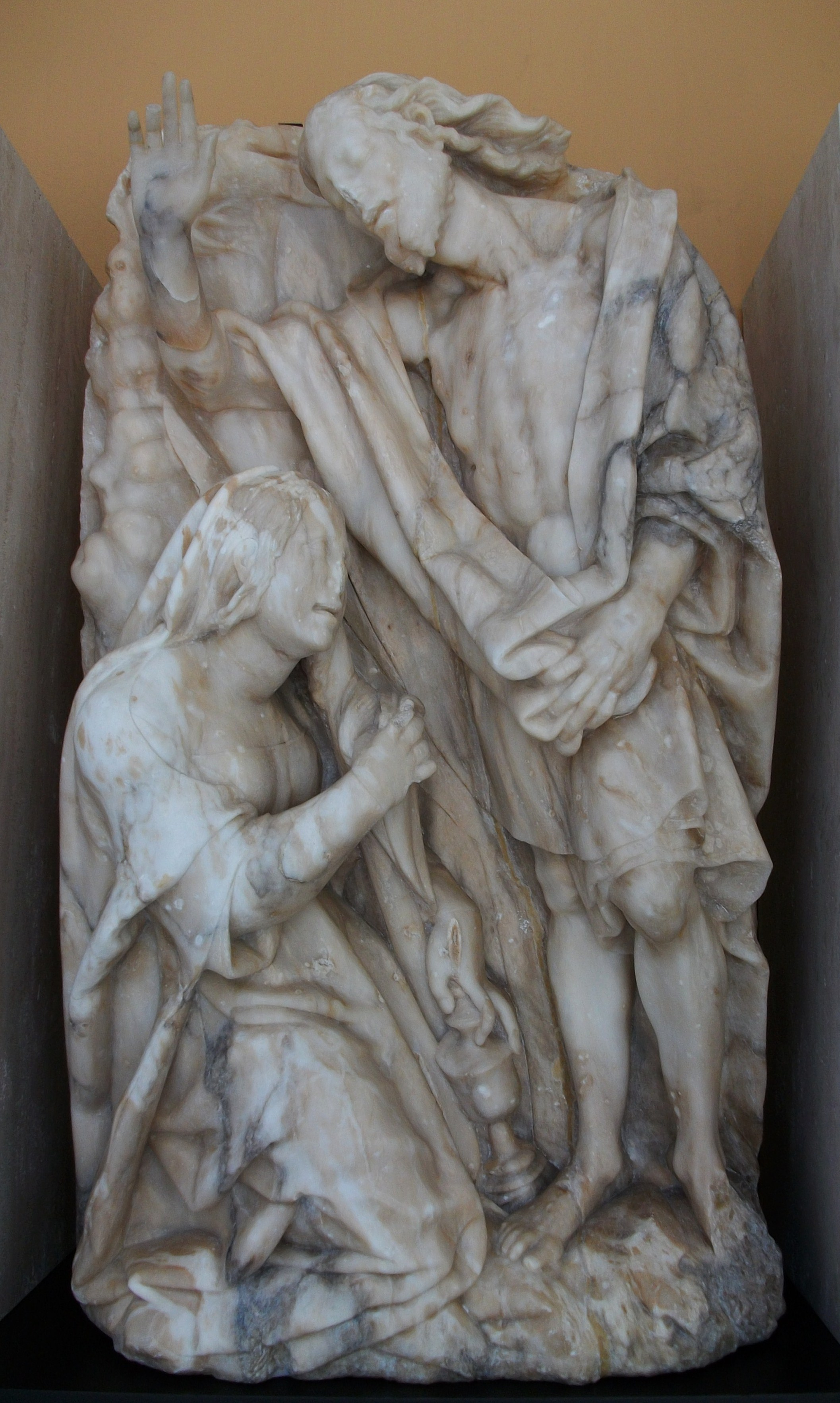
Talla de Damián Forment, Museo de Bellas Artes de Valencia, comienzos del siglo XVI.
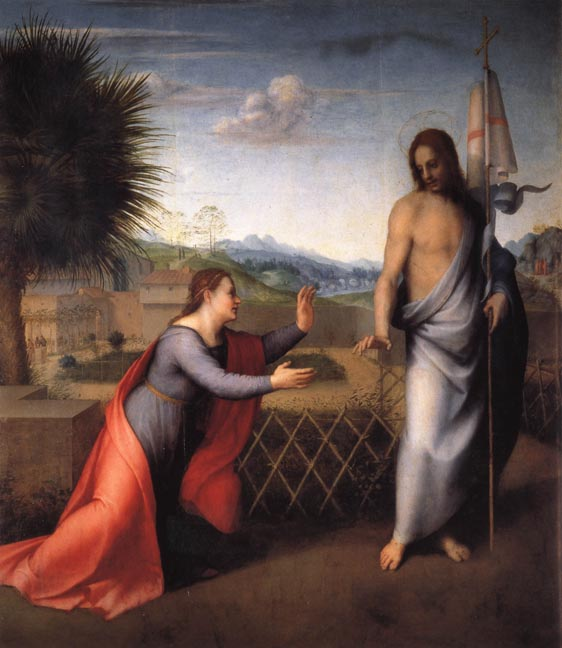
Noli me tangere, Andrea del Sarto, 1510, Museo di San Salvi.
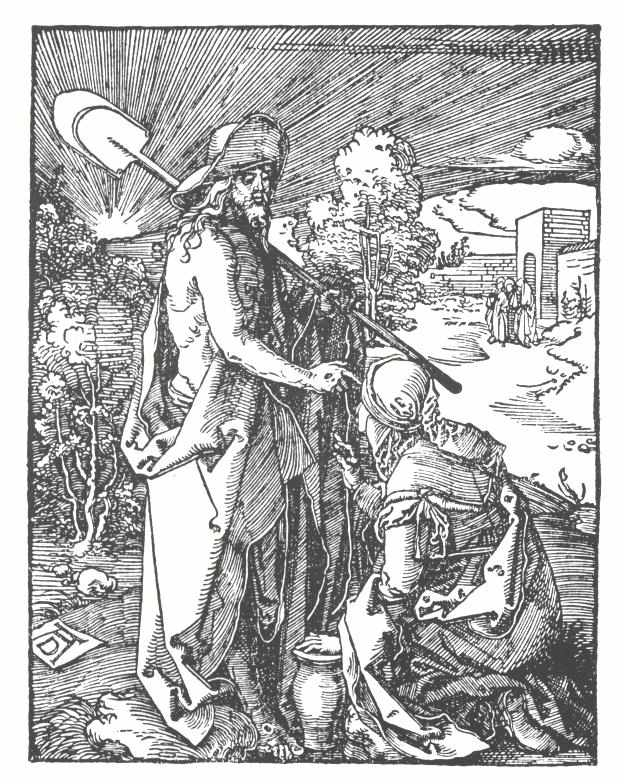
Grabado de Durero, 1511.
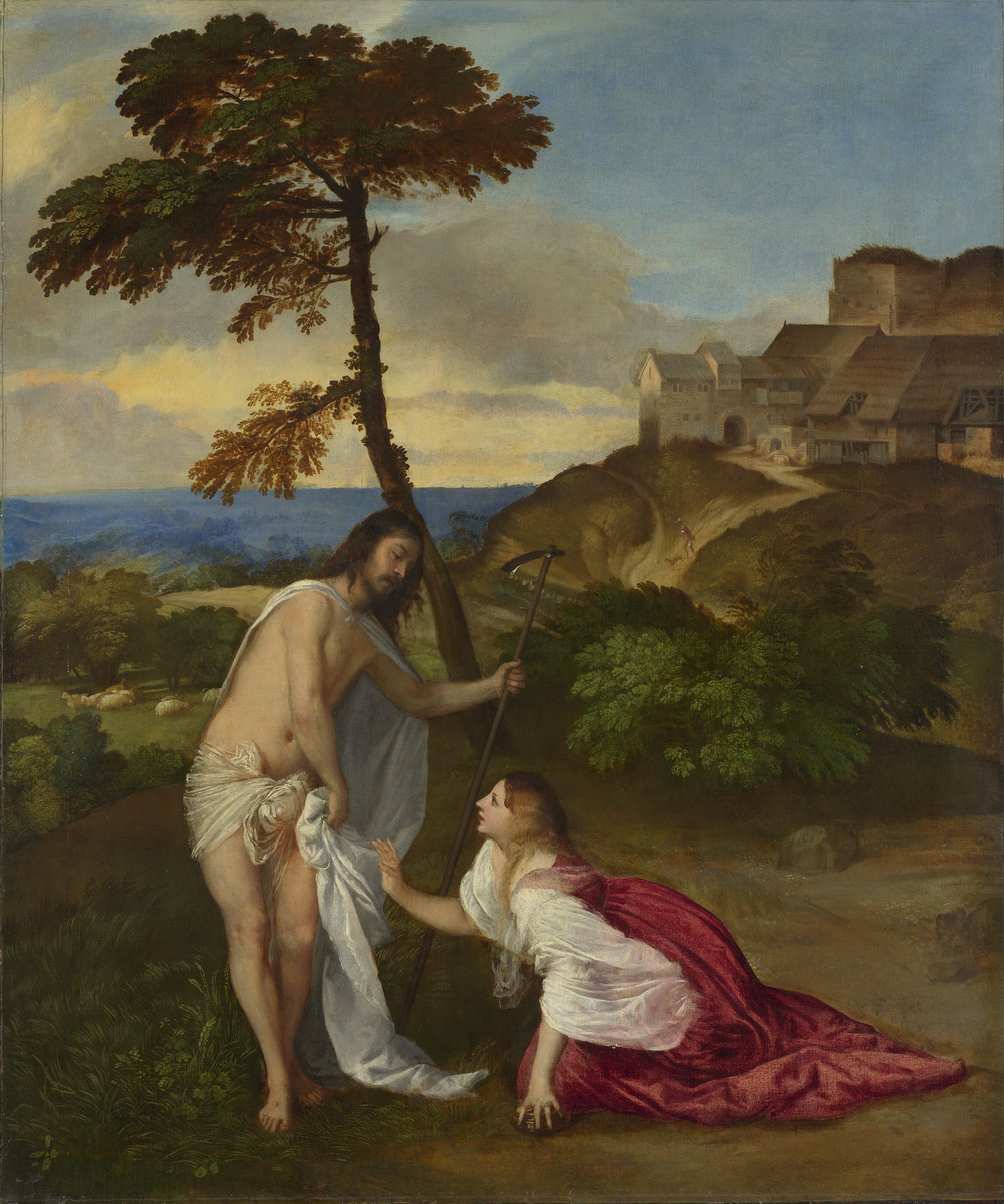
Noli me tangere, Tiziano, c. 1512, National Gallery de Londres.

Manierismo

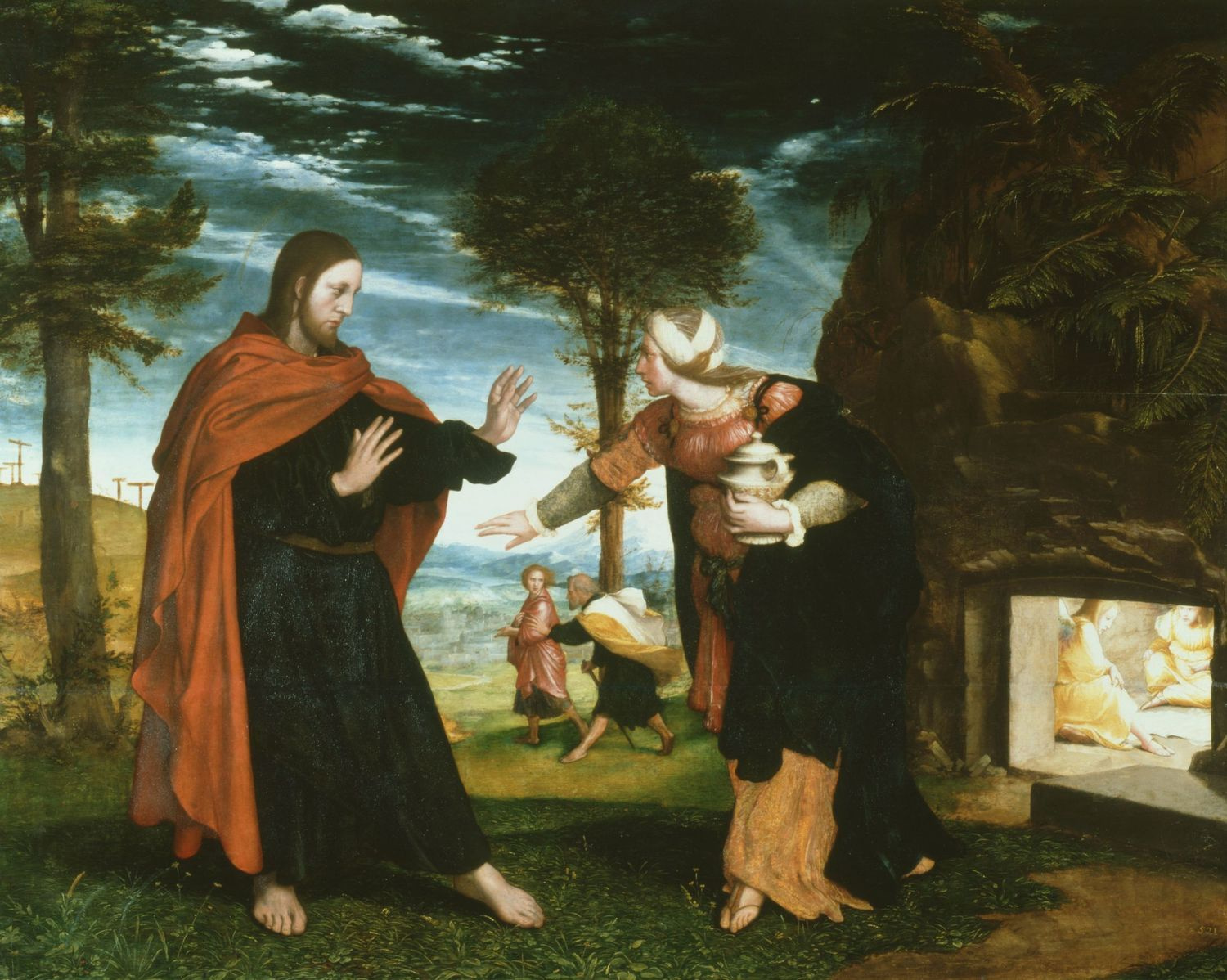
Noli me tangere, Hans Holbein el Joven, 1532, Royal Collection.
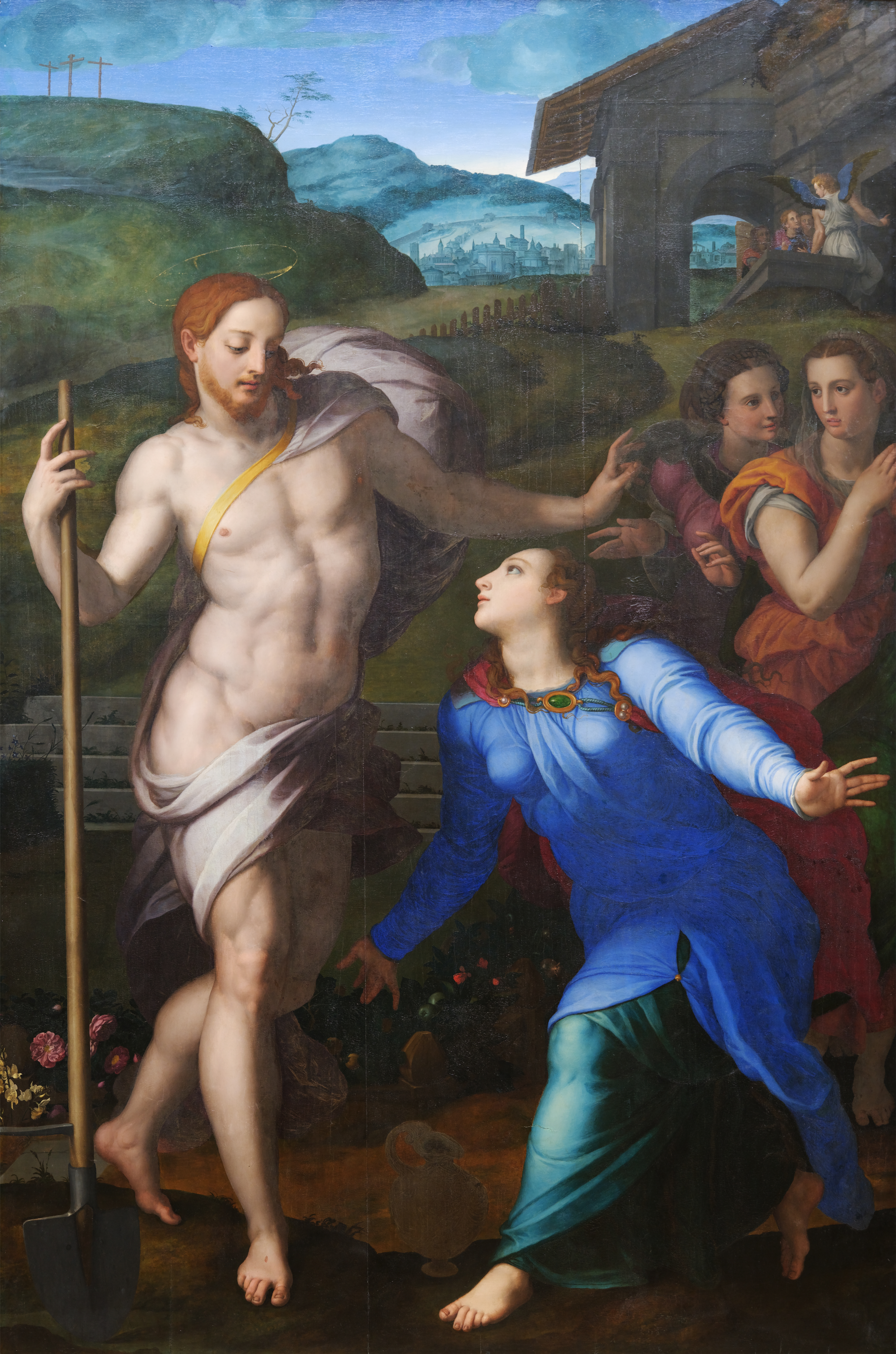
Noli me tangere, Bronzino, 1561, Museo del Louvre, París.
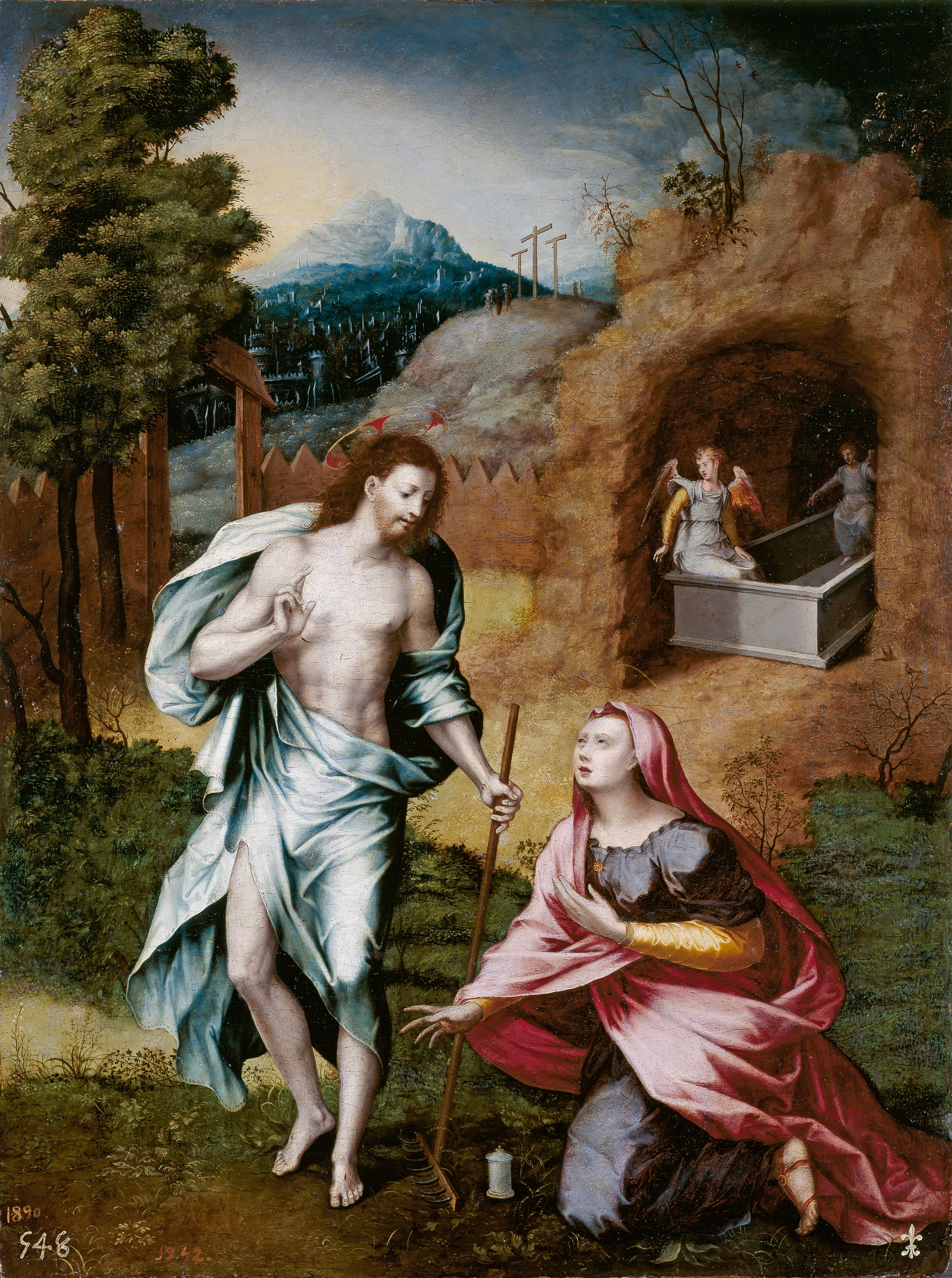
Noli me tangere, Jerónimo Cósida, 1570, Prado.
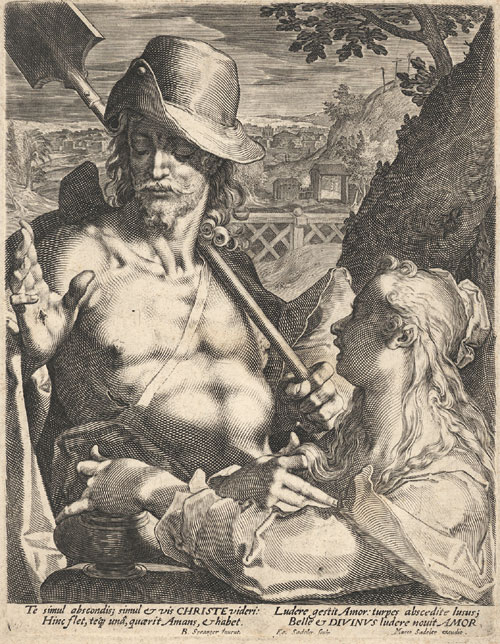
Grabado de Bartholomeus Spranger y Aegidius Sadeler II, ca. 1600.

Barroco, Neoclasicismo y Edad Contemporánea

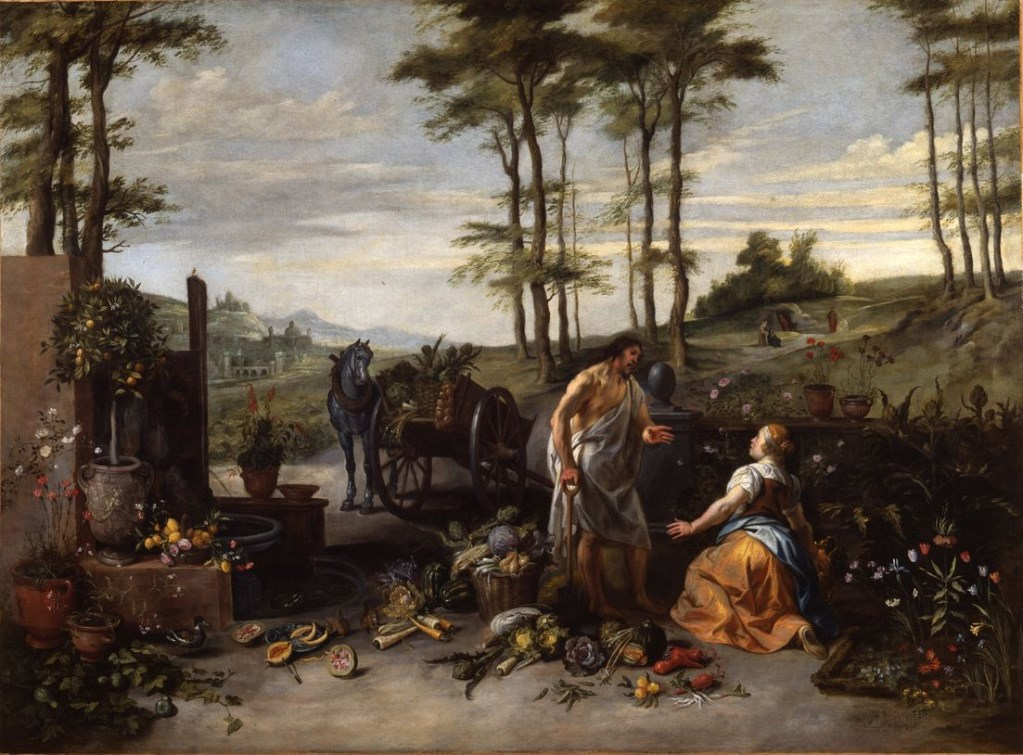
Noli me tangere, Jan Brueghel el Joven, 1625, Musée des Beaux-Arts de Nancy.
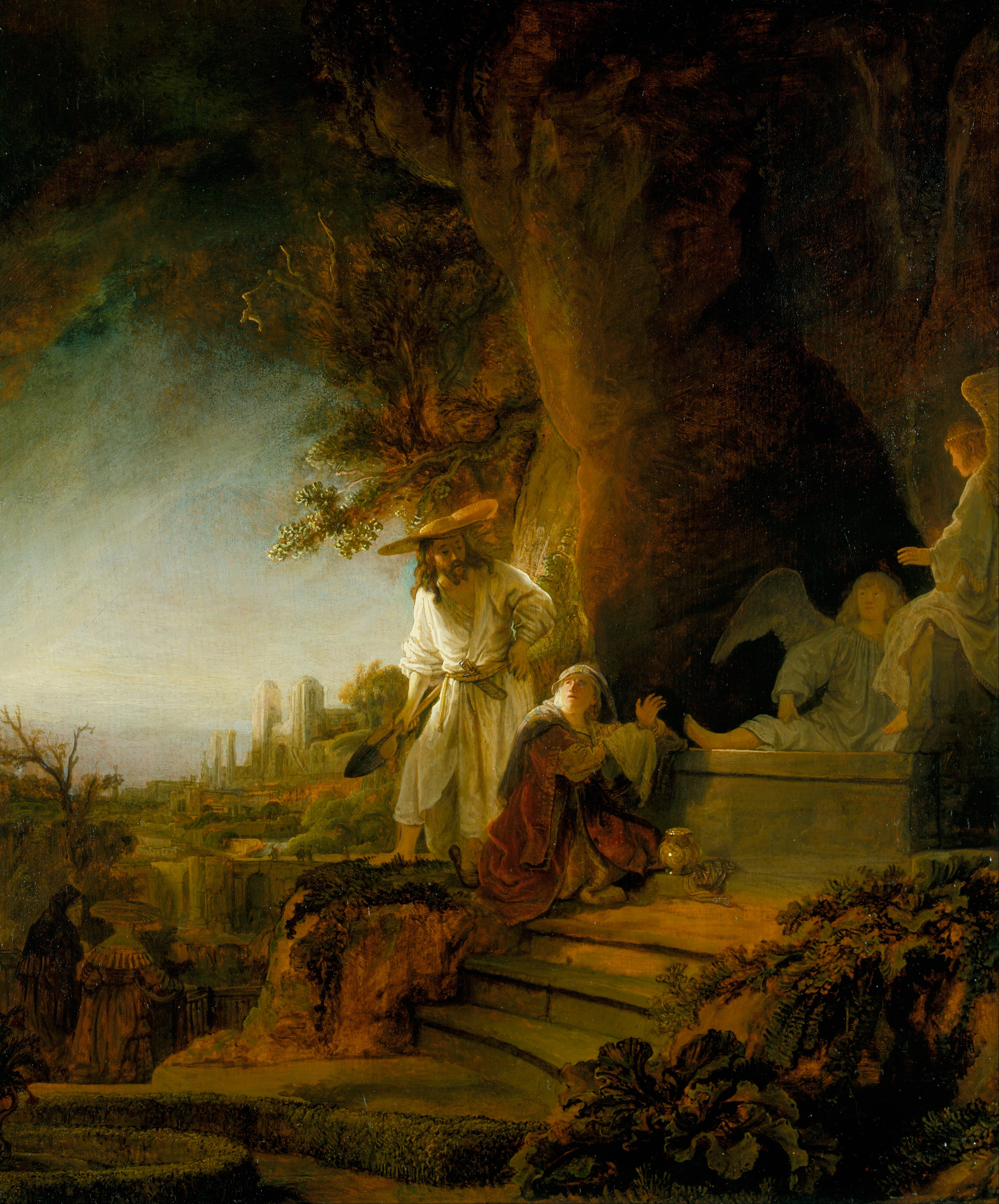
Cristo y María Magdalena ante la tumba, de Rembrandt, 1638.
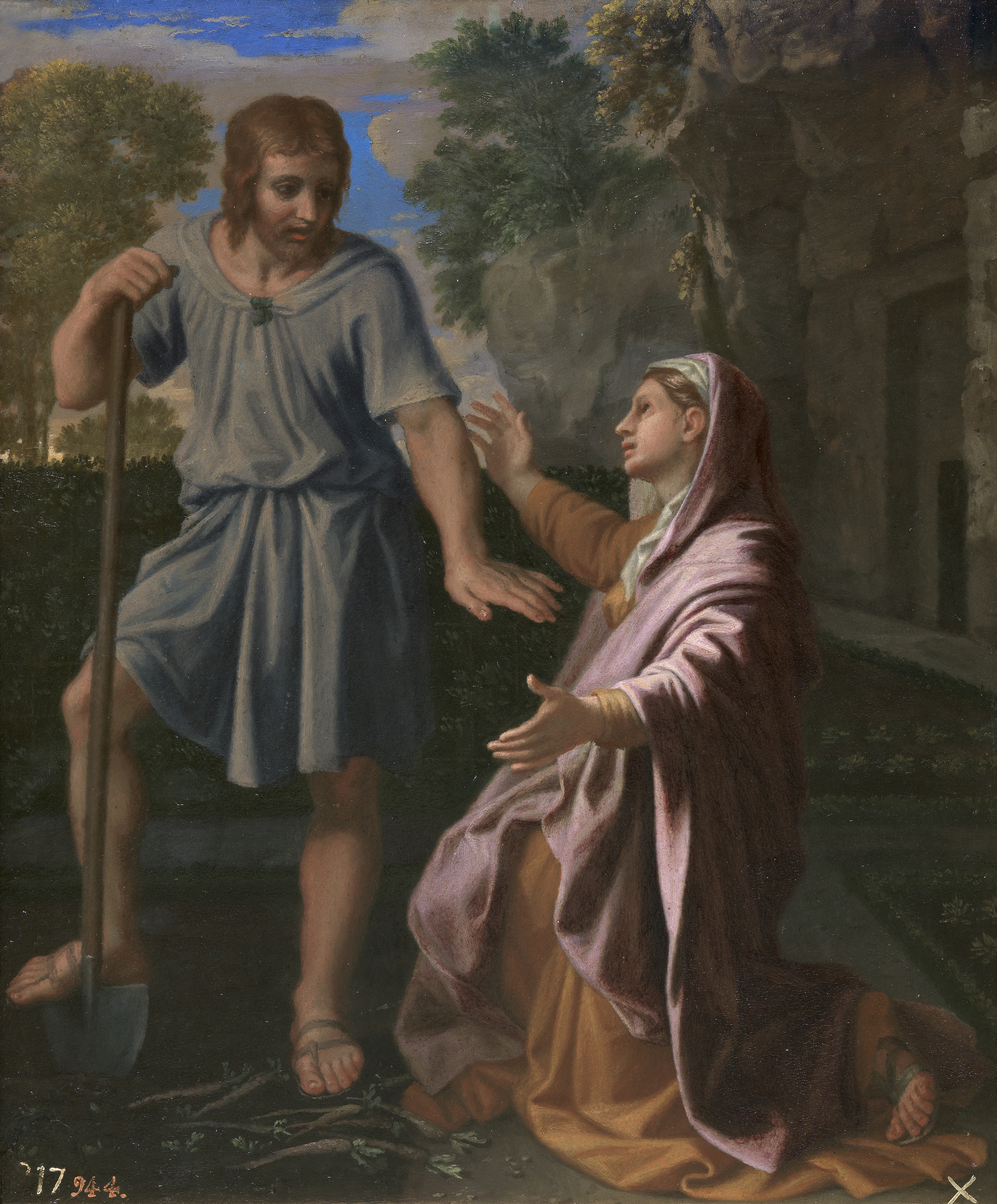
Noli me tangere, Poussin, 1653.
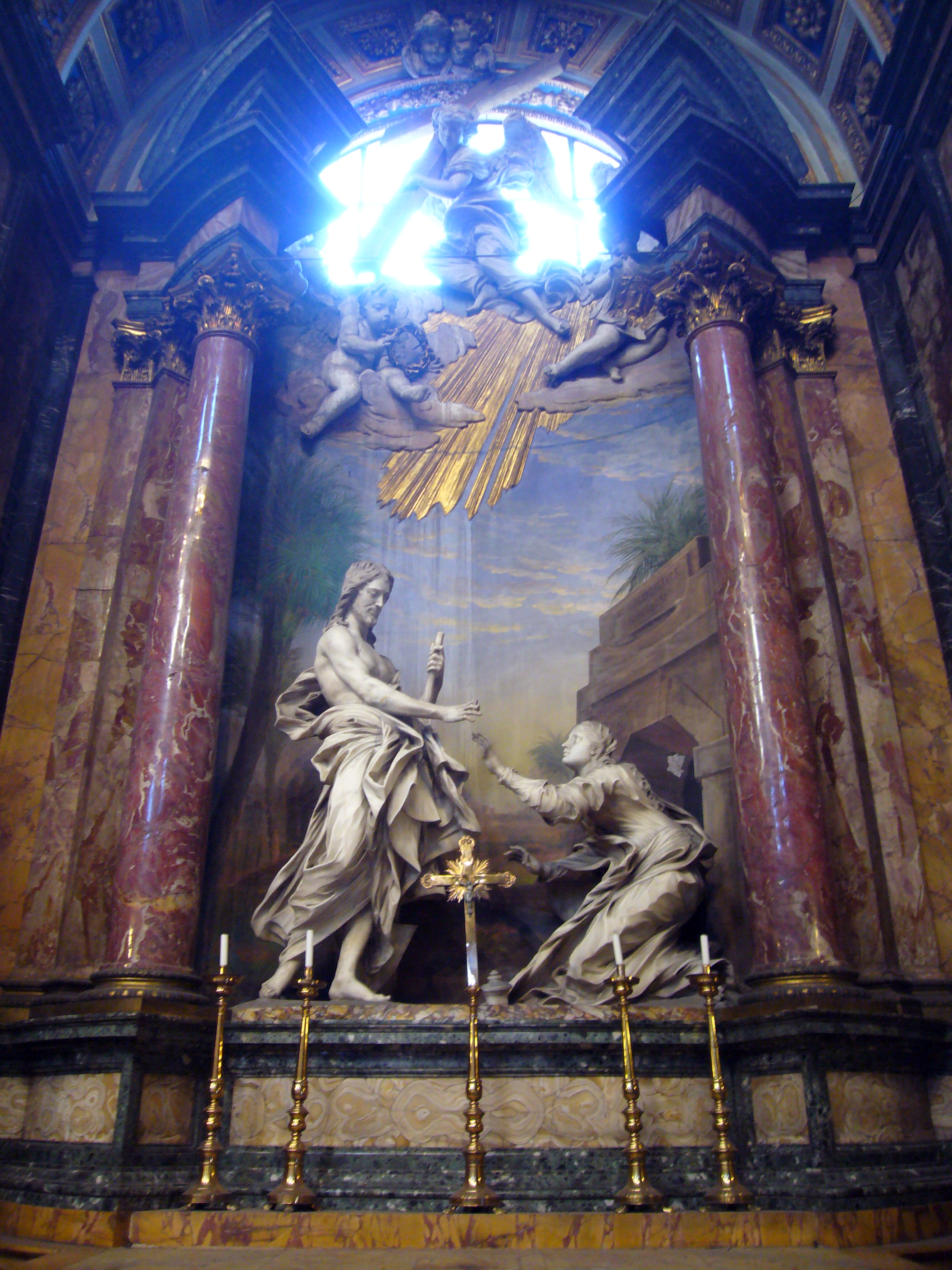
Escultura de Antonio Raggi sobre diseño de Bernini, en la iglesia de los santos Domingo y Sixto, Roma.
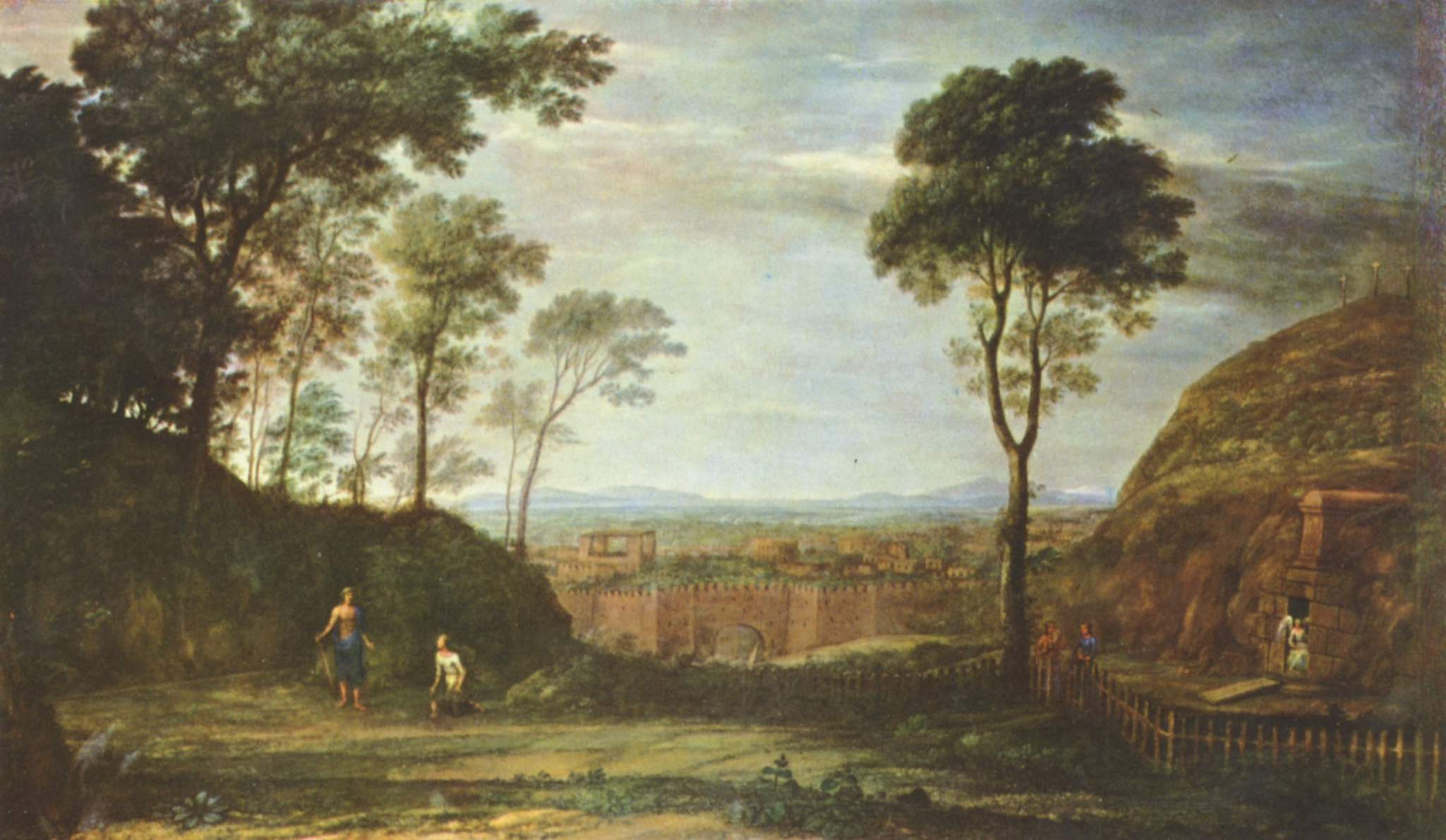
Noli me tangere, Claudio de Lorena, 1681.
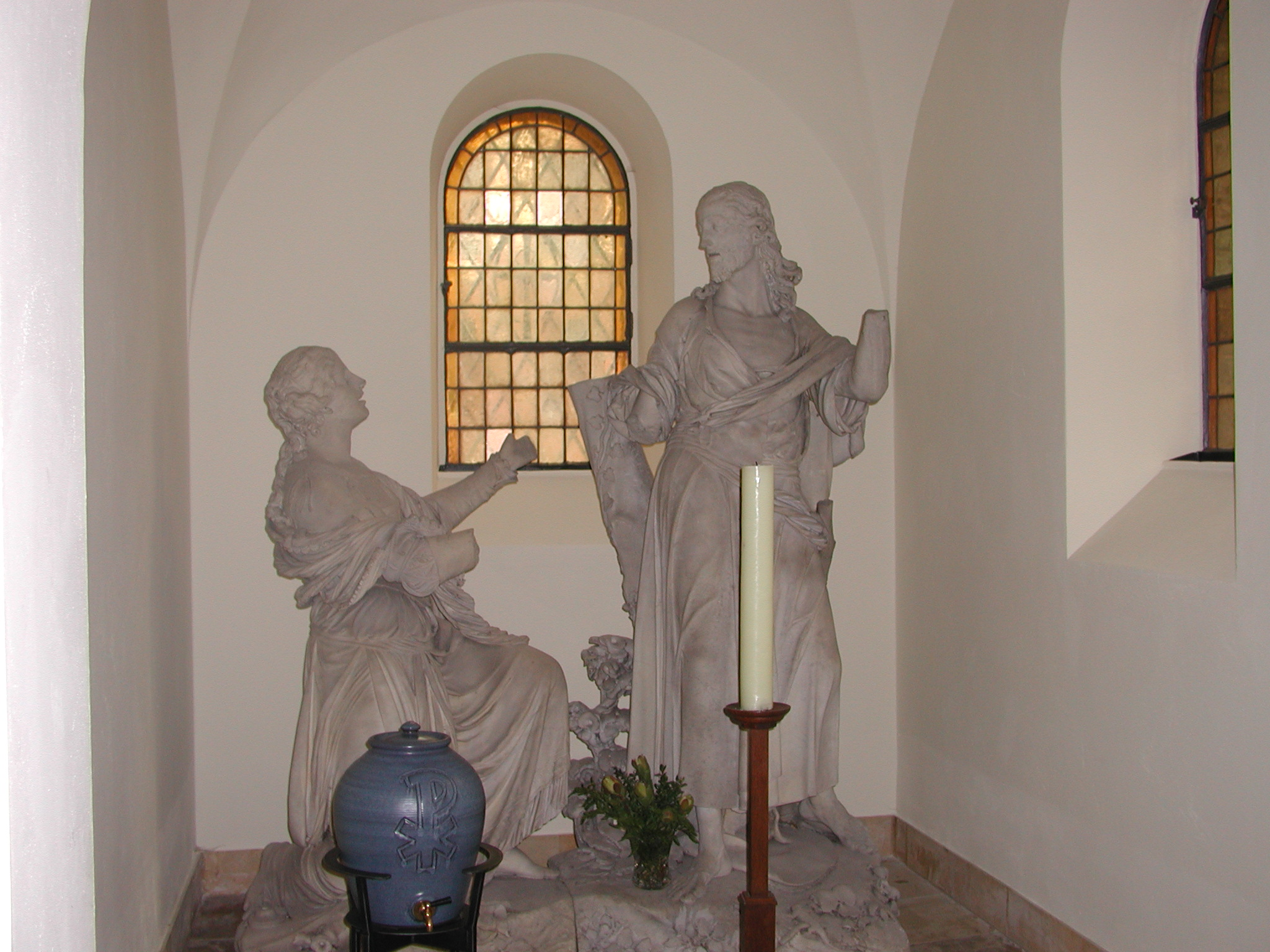
Talla de Giovanni Marchiori, mediados del siglo XVIII, Marienkirche de Berlín.
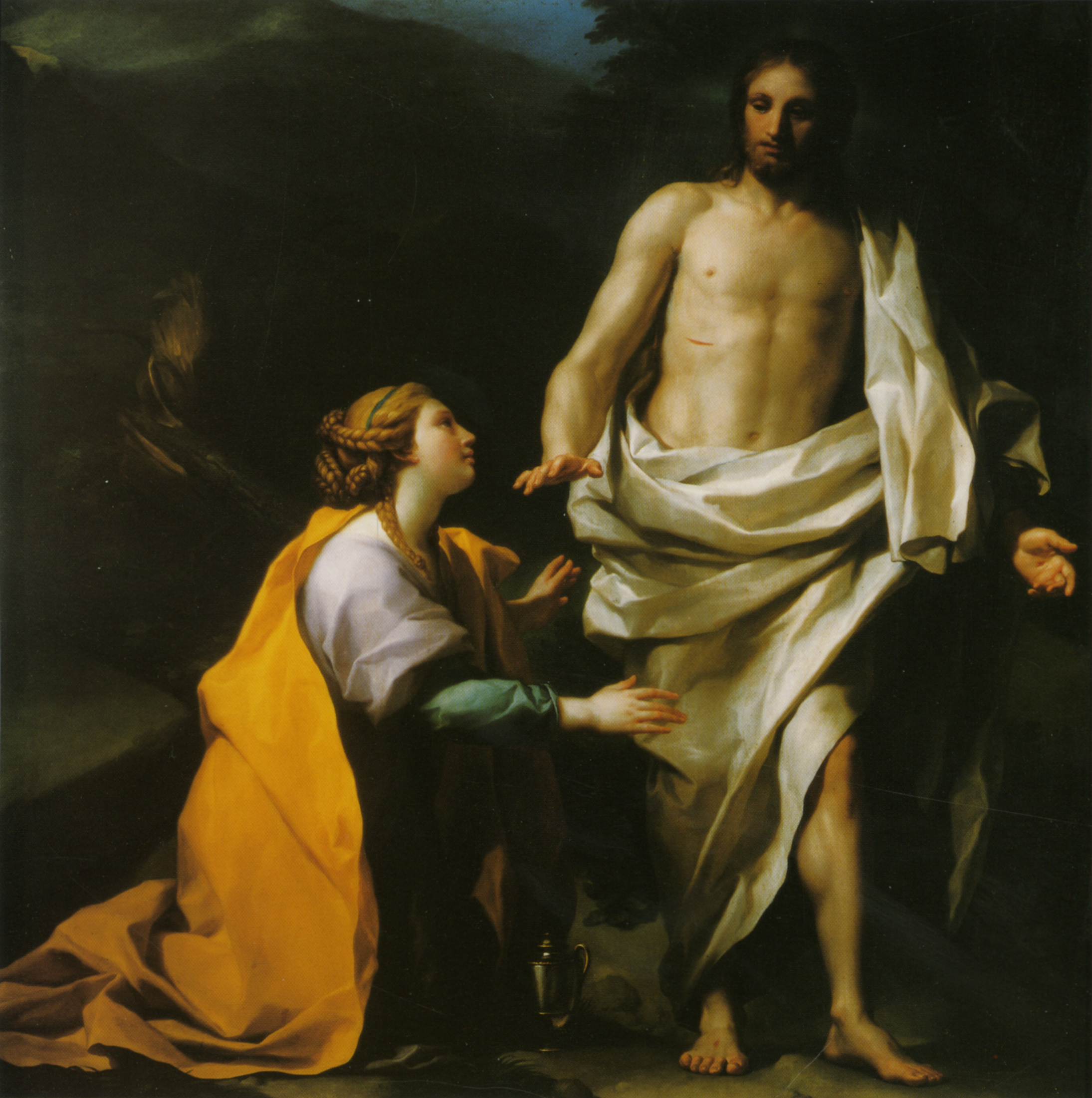
Noli me tangere, Antonio Rafael Mengs, 1769, Palacio Real de Madrid.
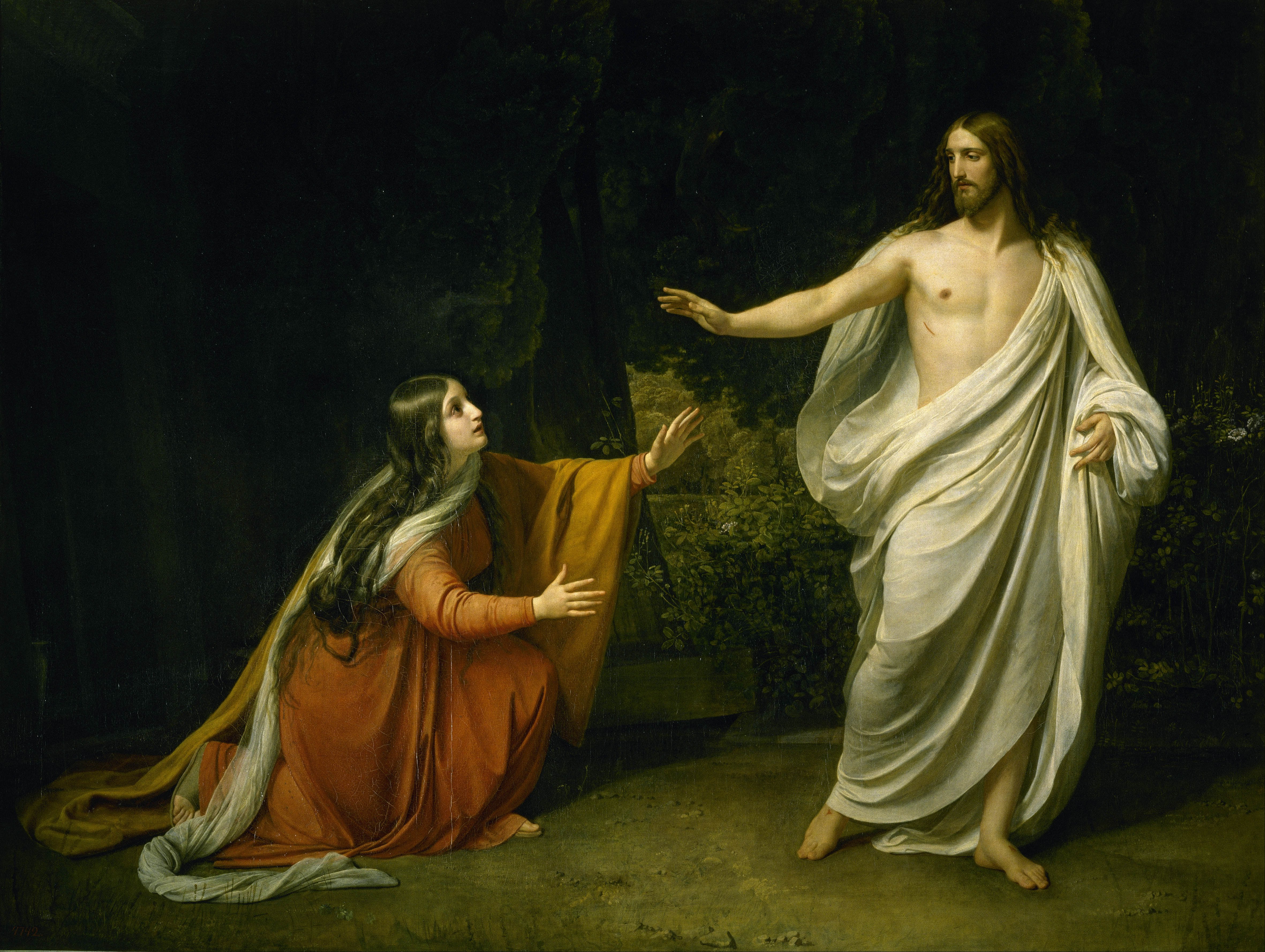
Aparición de Cristo a María Magdalena tras la Resurrección, de Aleksandr Ivánov, 1835, Museo Estatal Ruso, San Petersburgo.
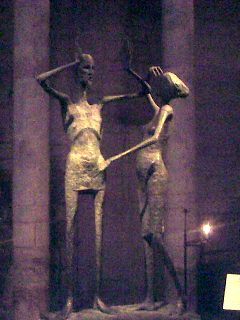
María reconoce a Jesús, de David Wynne, catedral de Ely.

## Tópico literario
El uso de la expresión se entronca con la de un tópico literario latino pagano, que recoge Cayo Julio Solino vinculado a unos ciervos blancos hallados trescientos años después de la muerte de Julio César con unos collares con la inscripción Noli me tangere, Caesaris sum ("no me toques, soy de César"). Thomas Wyatt la usa en un poema titulado Whoso list to hunt